# Leespluim
De Kiddo Leespluim, Leespluim, Pluim van de maand of Sardes-Leespluim, is een onderscheiding die maandelijks wordt toegekend aan een auteur van een Nederlands- of Vlaamstalig kinderboek. Ook vertaalde kinderboeken kunnen onderscheiden worden met een Leespluim. Een jury bestaande uit leden die allen vertegenwoordigers zijn van bedrijven of instellingen die zich bezighouden met kinderboeken, kinderopvang of onderwijs, maakt maandelijks een keuze uit het aanbod van nieuwe kinderboeken. Bij het kiezen kijkt men onder andere naar het taalgebruik en de originaliteit.

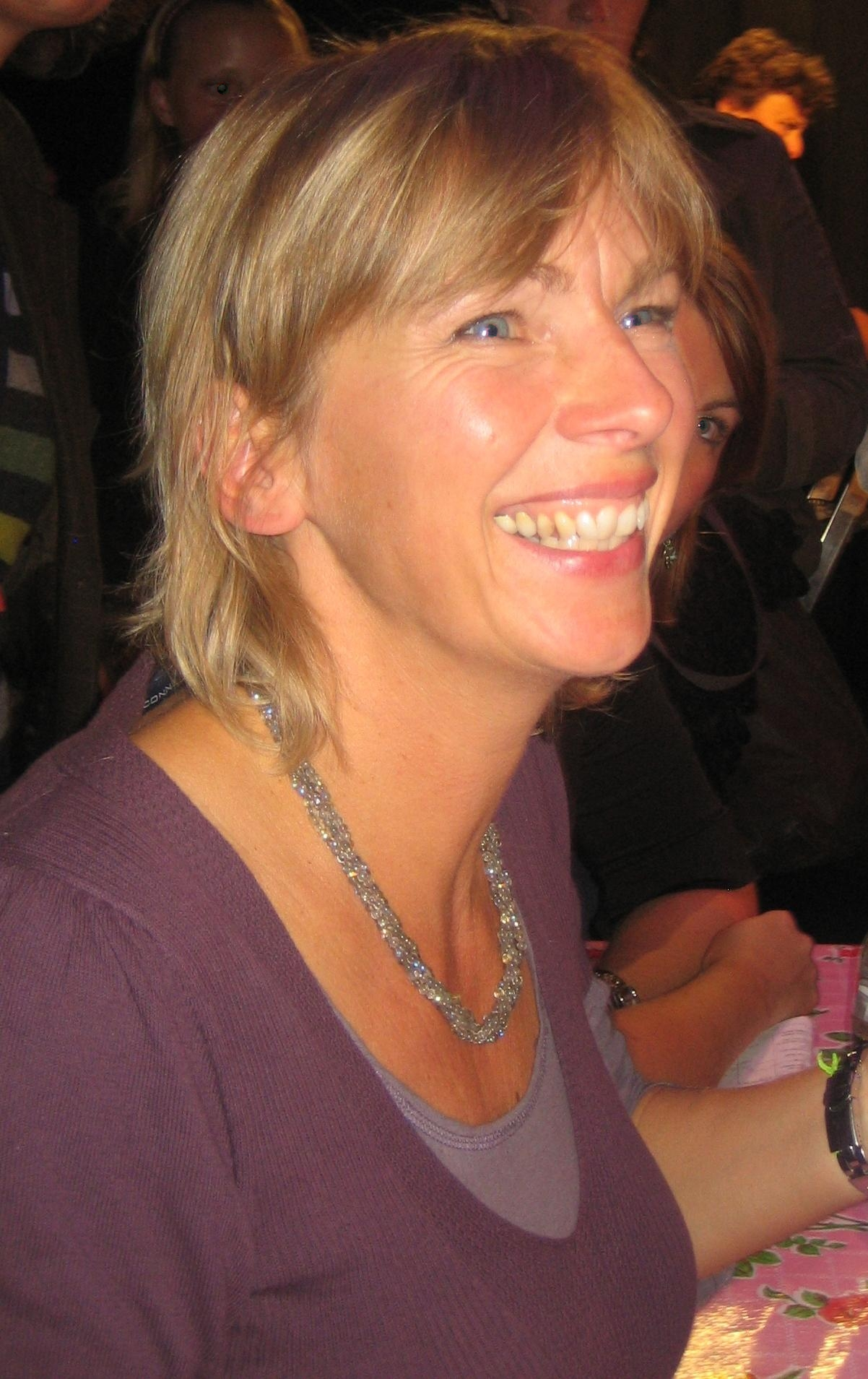
Francine Oomen. Pluim van de maand, april 1996

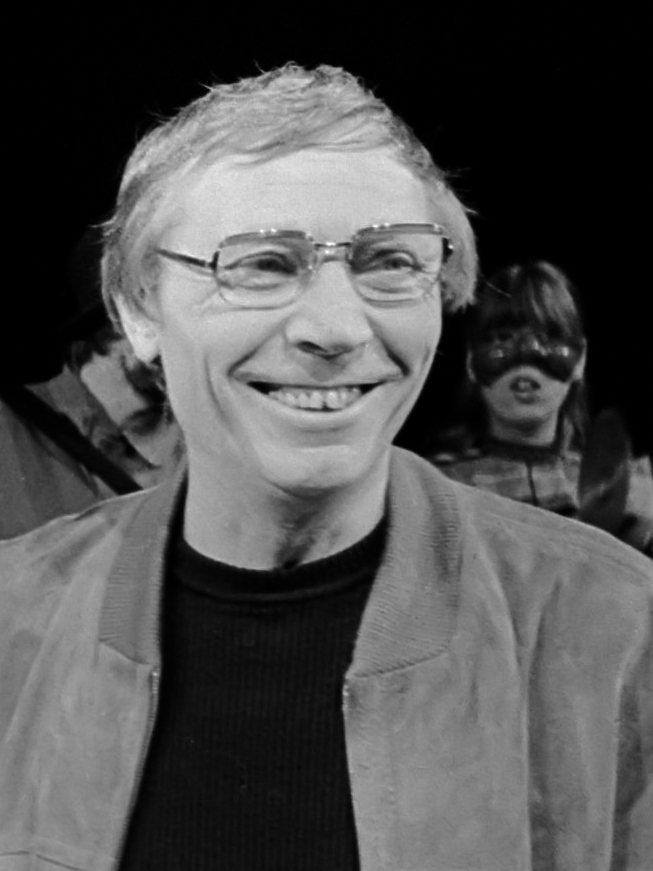
Max Velthuijs, Pluim van de maand, maart 1995

## Geschiedenis
1984: Eerste uitreiking van de Pluim van de maand op initiatief van het tijdschrift Bobo. De Pluim van de maand werd ingesteld om ouders van kinderen van 3 tot 8 jaar te helpen bij het kiezen van een prentenboek, en om kinderen al vroeg kennis te laten maken met het lezen. Deze prijs werd van september 1984 t/m september 2005 uitgereikt.
2006: Eerste uitreiking van de Leespluim. Het vaktijdschrift Leeskraam nam het op zich om de Pluim van de Maand voort te zetten onder de naam Leespluim voor de categorie kinderen van 2 tot en met 6 jaar. De jury van de Leespluim keek niet alleen naar de kwaliteit van het boek, maar ook naar de bruikbaarheid voor kinderen in de kinderopvang.
2012: Het vaktijdschrift voor de kinderopvang Kiddo nam de toekenning van de prijs over onder de naam Kiddo leespluim.
2018: Sardes, een onderzoeks- en adviesbureau op het gebied van onderwijs, opvang en opvoeding, neemt het toekennen van de Kiddo Leespluim over. De nieuwe naam wordt Sardes-Leespluim of Leespluim.

## Galerij, Pluim van de maand

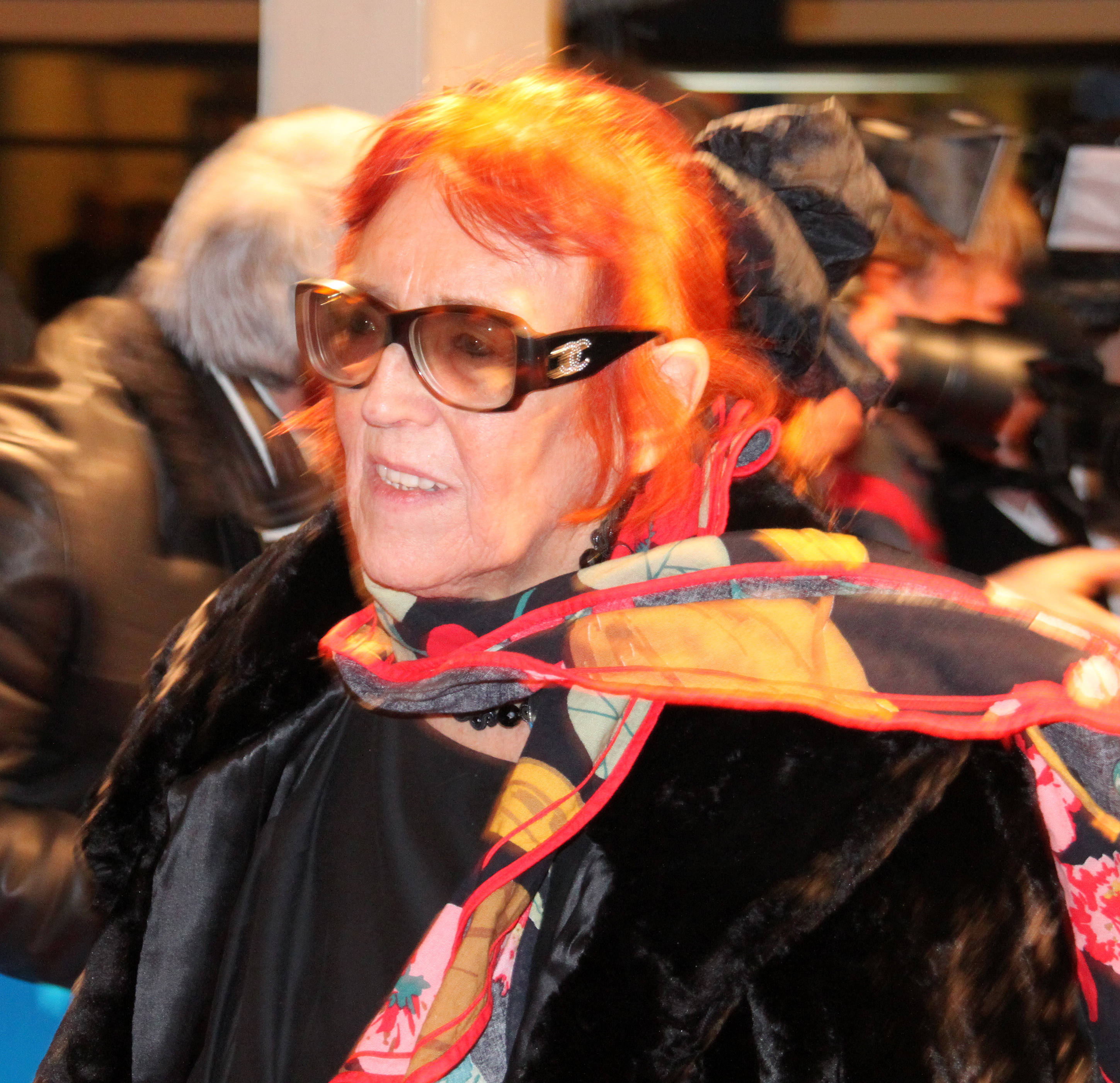
Imme Dros, Pluim van de maand, juni 1996
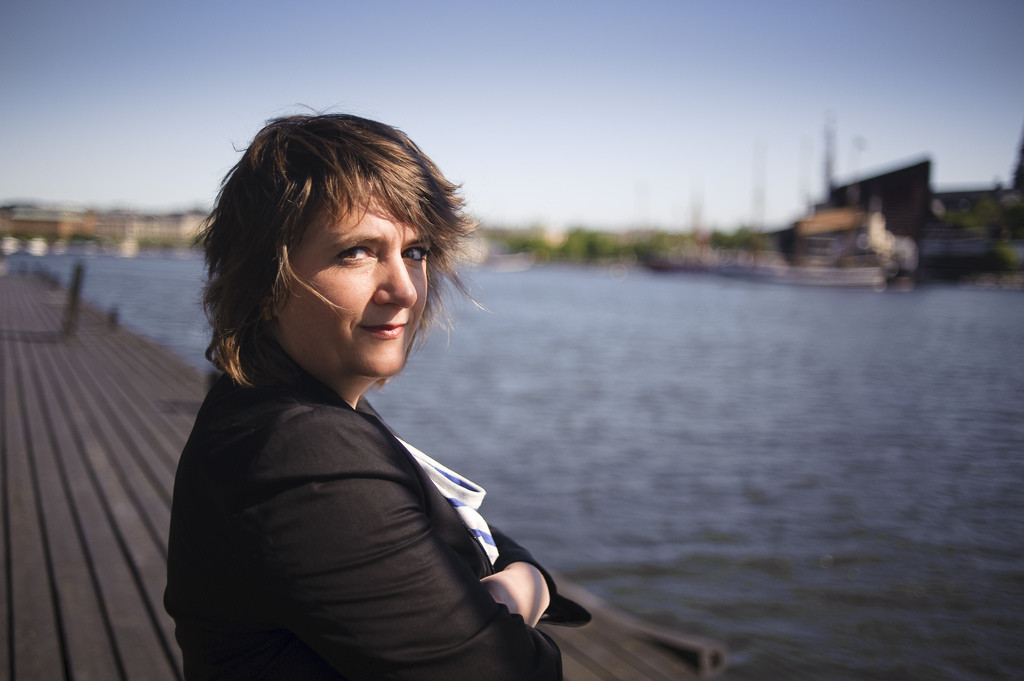
Kitty Crowther, Pluim van de maand, april 1997
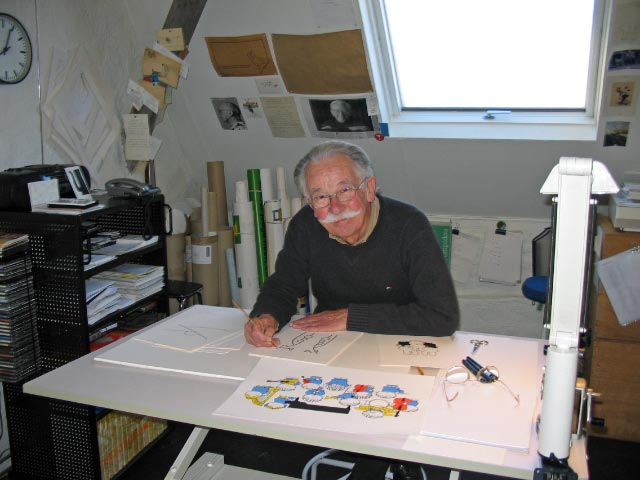
Dick Bruna, Pluim van de maand, januari 1997
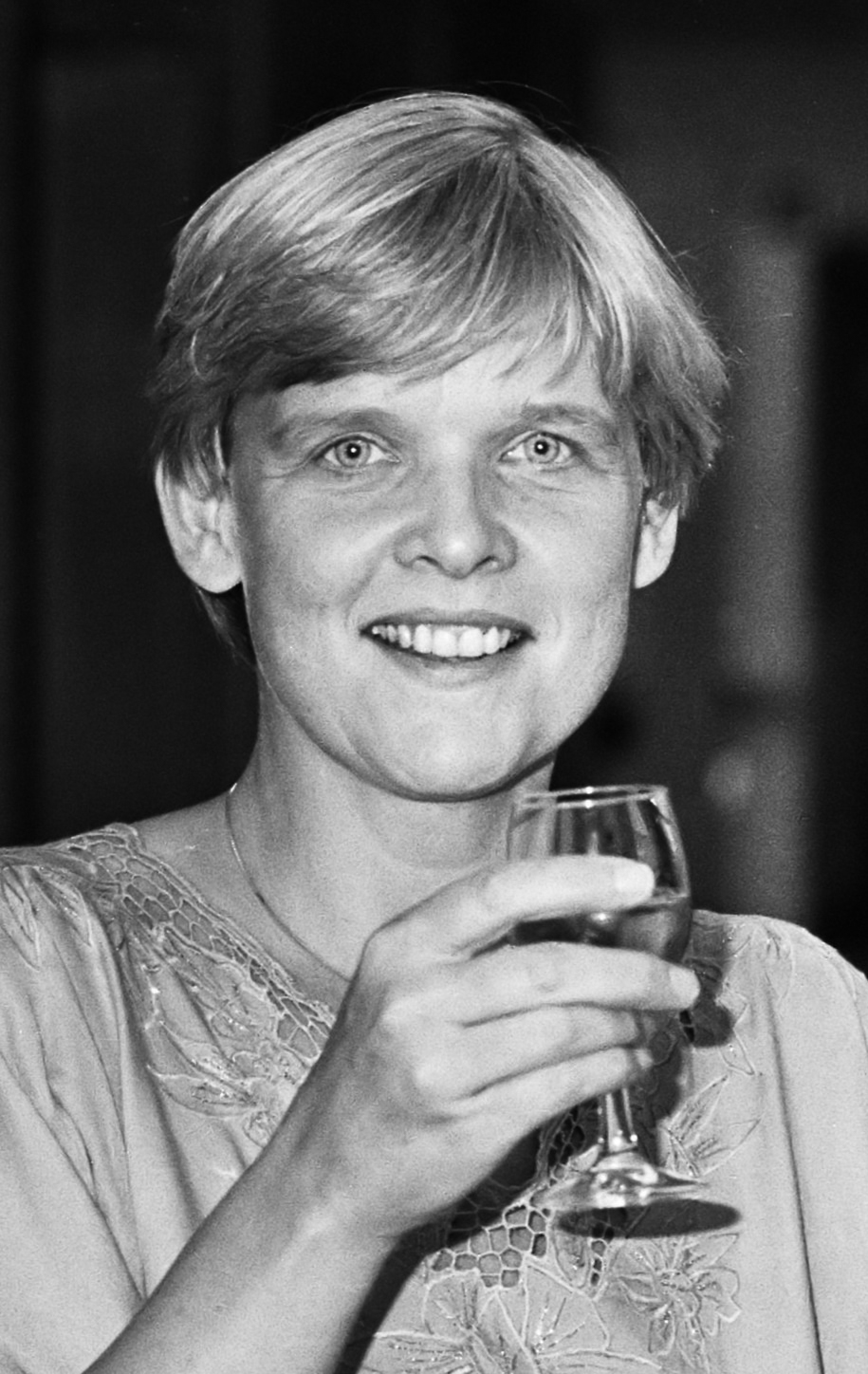
Nannie Kuiper, Pluim van de maand, februari 1997
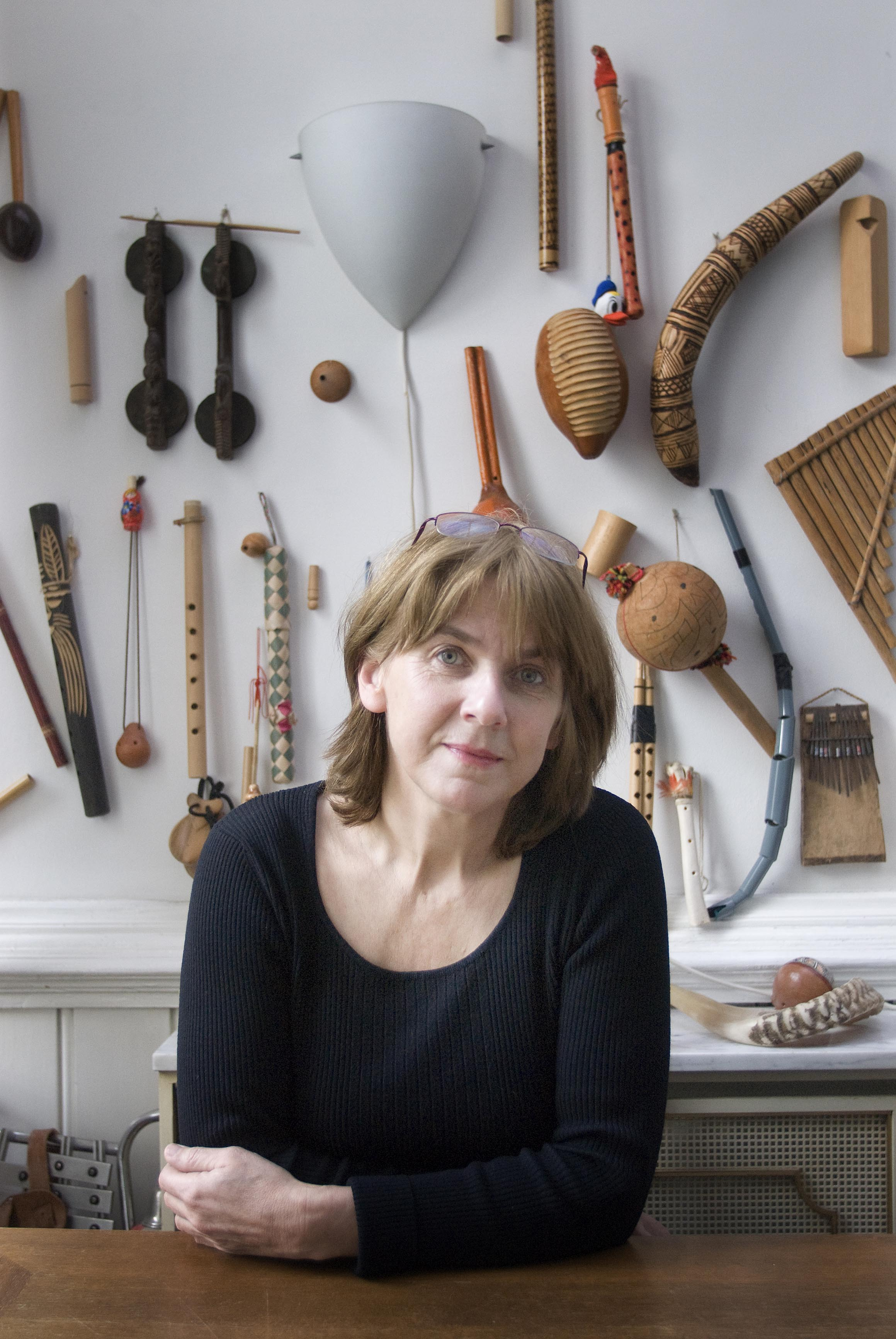
Joke van Leeuwen, Pluim van de maand, september 1999
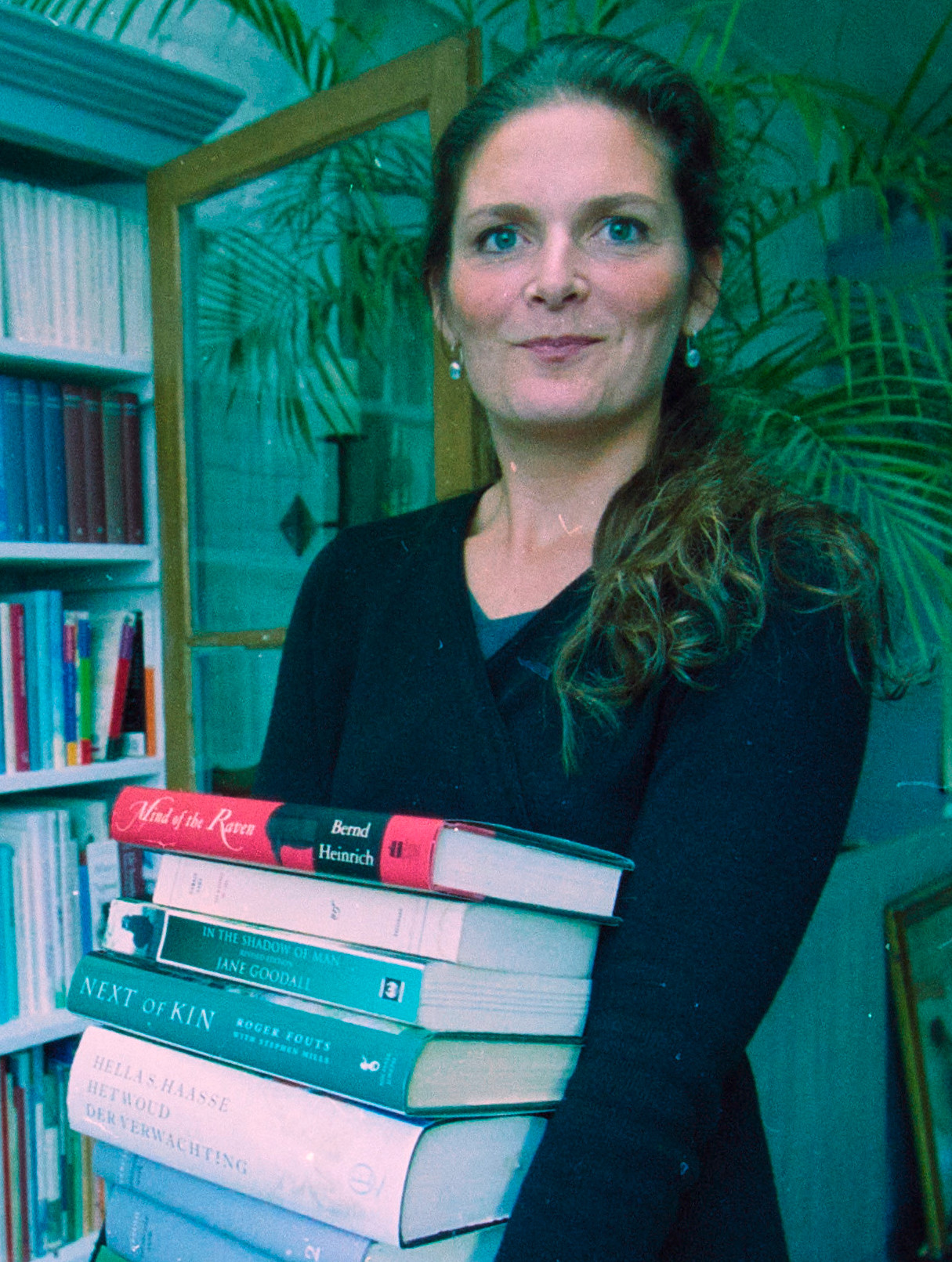
Nicole de Cock, Pluim van de maand, oktober 2000

## Pluim van de maand

### Pluim van de maand (1984 - 1994)
- Ingrid en Dieter Schubert - Ik kan niet slapen, 1984
- Ingrid en Dieter Schubert - Monkie, 1987
- Uri Orlev - Moedertje Brei, april 1987
- Trude de Jong  - Lola de beer, 1988
- Ienne Biemans  - Lang zul je leven, 1988
- Vivian den Hollander - Een tweeling van drie, 1988
- Vivian den Hollander - Kiki en Pim, 1989
- Monique Hagen en Marit Törnqvist - Misschien een olifant, november 1990
- Imme Dros - Roosje kreeg een ballon (ill. Harrie Geelen), 1990
- Imme Dros - De o van opa (ill. Harrie Geelen), 1991
- Quentin Blake - Mr. Magnolia, Nederlandse vertaling, Meester de Meijere (door Huberte Vriesendorp en Willem Wilmink), 1991
- Imme Dros - Ik wil die! (ill. Harrie Geelen), 1992
- Anna Höglund - Eerst was er het donker, april 1992
- Lieve Baeten  - Nieuwsgierige Lotje (en ill.), december 1992
- Ingrid en Dieter Schubert - Woeste Willem, 1993
- Tjibbe Veldkamp  - Een ober van niks, 1993
- Marianne Busser & Ron Schröder - Liselotje gaat logeren, mei 1993
- Patsy Backx - Het verhaal van Stippie en Jan (en ill.), maart 1994

### Pluim van de maand (1995)
- John Burningham - Hendriks, januari 1995
- Joke Linders en Toin Duijx - Liedjes met een hoepeltje erom, februari 1995
- Max Velthuijs - Kikker is bang, maart 1995
- Ingrid en Dieter Schubert - Van Mug tot Olifant, april 1995
- Claudine Martens - Lotte en Pieter deel 3, mei 1995
- Lieve Baeten - Lotje is jarig, juni 1995
- Annette Langen - Brieven van Felix, juli 1995
- Sofie Mileau - Haas en Kip, augustus 1995
- Tony Ross - Ik wil patat!, september 1995
- Marianne Busser, Ron Schröder en Hans de Beer - Papa Wapper en het rode vrachtwagentje, oktober 1995
- Jane Hissey - Roef, november 1995
- Gabrielle Vincent - De kleine kerstman, december 1995

### Pluim van de maand (1996)
- Een boek vol letters - diverse auteurs en illustratoren, januari 1996
- Trish Cooke - Zo veel, februari 1996
- Amy Hest - Eendje in de regen, maart 1996
- Francine Oomen - Max de ziekenhuiskat, april 1996
- Venice Shone - Mijn eerste woordenboek, mei 1996
- Imme Dros - Morgen ga ik naar China, juni 1996
- Paul van Loon - Ik wil zo graag een spook, juli 1996
- Margaret Wild - Een lange dag, augustus 1996
- Jacques Vriens - Grootmoeder, wat heb je grote oren, september 1996
- Elzbieta - Gaatjes, oktober 1996
- Julie Sykes - Dit en dat, november 1996
- Alain Le Saux - Het kleine museum, december 1996

### Pluim van de maand (1997)
- Dick Bruna - Lieve oma Pluis, januari 1997
- Nannie Kuiper - De circustrein, februari 1997
- Annemarie van Haeringen - De notenkraker, maart 1997
- Kitty Crowther - Mijn vriend Jim, april 1997
- Ben Kuipers - Steffie, mei 1997
- Geert De Kockere - Een fruitje van zilver, juni 1997
- Korky Paul - Hennie de heks in de sneeuw, juli 1997
- Charlotte Voake - Rooie, augustus 1997
- Jeanne Willis - Het huismens, september 1997
- Sjoerd Kuyper - Robin en Knor, oktober 1997
- Wolf Erlbruch - Mevrouw Meijer, de merel, november 1997
- Imme Dros - Dit is het huis bij de kromme boom, december 1997

### Pluim van de maand (1998)
- Jaak Dreesen - Marieke, Marieke, januari 1998
- David MacKee - Prins Peter en de teddybeer, februari 1998
- Amy Herst - Een zusje voor Kiki, maart 1998
- Nick Butterworth - Baf!, april 1998
- Heinz Janisch - De ark van Noach, mei 1998
- Dean Harvey - Tom´s olifant, juni 1998
- Ron Schröder en Marianne Busser - Het beste boodschappenboek, juli 1998
- Ingrid en Dieter Schubert - Een gat in mijn emmer, augustus 1998
- Tjibbe Veldkamp - 22 Wezen, september 1998
- Hans Hagen - Jubelientje ontploft, oktober 1998
- Helena Dahlbäck - De woorden gaan goed vandaag, november 1998
- Annie Makkink - Helden op sokken, december 1998

### Pluim van de maand (1999)
- Maria van Donkelaar en Martine van Rooyen samenst. - Het hele jaar rond, januari 1999
- Sylvia Vanden Heede - Vos en Haas, februari 1999
- Sjoerd Kuyper - Malmok, maart 1999
- Dick Bruna - Ruben en de ark van Noach, april 1999
- Marianne Busser en Ron Schroder - Het grote liedjesboek, mei 1999
- Eileen Browne - Nandi´s verrassing, juni 1999
- Hans Hagen - Iedereen min een, juli 1999
- Ingrid en Dieter Schubert - Dat komt er nou van, augustus 1999
- Joke van Leeuwen - Een sok met streepjes, september 1999
- Rindert Kromhout - Wat staat daar?, oktober 1999
- Ernst Jandl - (vertaling Herma Vogel) Vijfde zijn, november 1999
- Kees de Kort - Kijkbijbel, december 1999

### Pluim van de maand (2000)
- Else Holmelund Minarik - Het grote boek van Kleine Beer, januari 2000
- Marianne Busser en Ron Schröder - Blijf je bij me slapen?, februari 2000
- Marjet de Jong - Prinses op reis, maart 2000
- Annemarie van Haeringen - De prinses met de lange haren, april 2000
- Carry Slee - De zonnetjesbroek, mei 2000
- Bette Westera - Een opa om nooit te vergeten, juni 2000
- Jacques Vriens - De gekste avonturen van Tommie en Lotje, juli 2000
- Holly Hobbie (schrijfster) - Toet gaat op reis, augustus 2000
- Hans en Monique Hagen - Jij bent de liefste, september 2000
- Mies Bouhuys en Nicole de Cock (illustraties) - De trippeltjes, oktober 2000
- Lieve Baeten - Kleine Draak, november 2000
- Maria van Donkelaar en Martine van Rooijen - Tovervisjes, vuurvliegjes en schatgravers, december 2000

### Pluim van de maand (2001)
- Burny Bos - Alexander de Grote, januari 2001
- Jan van Coillie (samenstelling) - Ozewiezewoze, februari 2001
- Charlotte Dematons - Ga je mee?, maart 2001
- Pittau en Gervais (illustrator) - Tegenstellingen, april 2001
- Jet Boeke, tekst Arthur van Norden - Dikkie Dik; De ballon, mei 2001
- Rindert Kromhout - Een grote ezel, juni 2001
- Tjibbe Veldkamp - Het schoolreisje, juli 2001
- Yvonne Jagtenberg - Een bijzondere dag, augustus 2001
- Ben Kuipers - Boos in de doos, september 2001
- Crockett Johnson - Paultje en het paarse krijtje, oktober 2001
- Jenny Wagner - Borre en de nachtzwarte kat, november 2001
- Günther Sprang - De ezel en de os, december 2001

### Pluim van de maand (2002)
- Hinke Wever en Bart Noorman - Kriebel, kriebel snorrebaard, januari 2002
- Elisabeth Tolenaar - Laat naar bed, februari 2002
- Jacques Vriens - O, mijn lieve Augustijn...: klassieke sprookjes opnieuw verteld, maart 2002
- Jan Jutte, naar een idee van Nanouk Masselink - Ruimtereis, april 2002
- Rindert Kromhout en Annemarie van Haeringen - Kleine Ezel en jarige Jakkie, mei 2002
- Nannie Kuiper - Joris in de Walvis, juni 2002
- Harrie Geelen - De schaduw van Jan, juli 2002
- Jutta Bauer - Opa en het geluk, augustus 2002
- Pauline Michgelsen - Fietsen zonder zijwieltjes, september 2002
- Sylvia Vanden Heede - Aa Bee See van Vos en Haas, oktober 2002
- Kitty Crowther - In het pikkedonker, november 2002
- Rotraut Susanne Berner - Sneeuw op de vensterbank, december 2003

### Pluim van de maand (2003)
- Anne de Vries (samenstelling) - Voor de kleine Poppedeine en de grote Bimbam, januari 2003
- Tamara Bos - Rosa Pardon en haar speurvarken, februari 2003
- Annemarie van Haeringen - Het begin van de zee, maart 2003
- Ingrid en Dieter Schubert - Het grote boek van Beer en Egel, april 2003
- Mies Bouwman - Rambamboelie, mei 2003
- Theo (geen volledige naam bekend) - Oscar en Wol, juni 2003
- Maria van Donkelaar en Martine van Rooijen (samenstelling)- Zeemeerminnen, zeeschuimers en schuimkoppen, juli 2003
- Rick Walton - Wolf de waakhond, augustus 2003
- Dolf Verroen - Een hemel voor Beer, september 2003
- Tibor Gergely - Het Gouden Boekjes Kijkboek, oktober 2003
- Vivian den Hollander - Sinterklaasje, kom maar binnen!november 2003
- Julia Donaldson - Hutje Mutje, december 2003

### Pluim van de maand (2004)
- Posy Simmond - Rozemarijn, januari 2004
- Rindert Kromhout - Kleine ezel en de oppas, februari 2004
- Merle van Hees - Er was me d´r eens..., maart 2004
- Charlotte Dematons - De gele ballon, april 2004
- Lieve Baeten - Slimme Lotje, mei 2004
- Mario Ramos - Ik ben de sterkste van de hele wereld, juni 2004
- Aby Hartog - Pas op voor de ezel en de beer, juli 2004
- Tomi Ungerer - De drie rovers, augustus 2004
- W. Stam-van der Staay - Een mandje vol amandelen, (ill. Mies van Hout), september 2004
- Helme Heine - Vosjesmuziek, oktober 2004
- Elle van Lieshout, Erik van Os en Paul Gerritsen - Een koning van niks, november 2004
- Thé Tjong-Khing - Waar is de taart?, december 2004

### Pluim van de maand (2005)
- Ingrid en Dieter Schubert - Mijn held, januari 2005
- Tjibbe Veldkamp - Tim op de tegels, februari 2005
- Stefan Boonen en Marja Meijer - Met opa op de fiets, maart 2005
- Mies Bouhuys - Het geheim van Toermalijn, april 2005
- Catherine Valckx - Roek de ridder, mei 2005
- Pieter Feller - Kolletje, juni 2005
- Anu Stohner - Lotje, juli 2005
- Didier Lévy - Hoe voelt Felix zich vandaag?, augustus 2005
- Wolf Erlbruch -Waarom jij er bent, september 2005, laatste Pluim van de maand

## Galerij, Leespluim van de maand

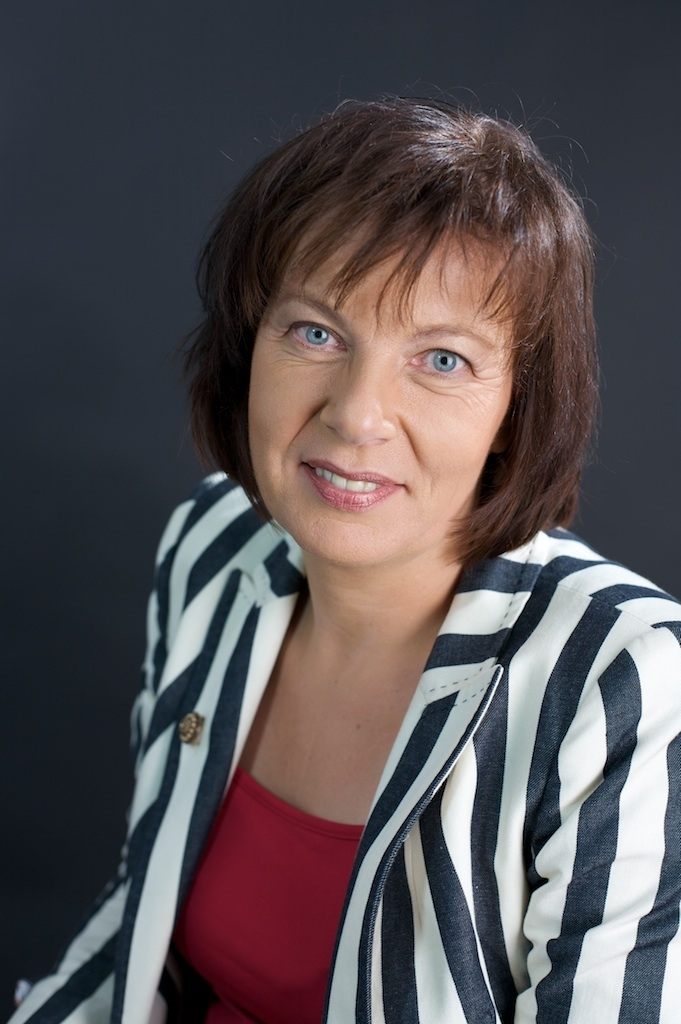
Lida Dijkstra, Leespluim van de maand, februari 2007
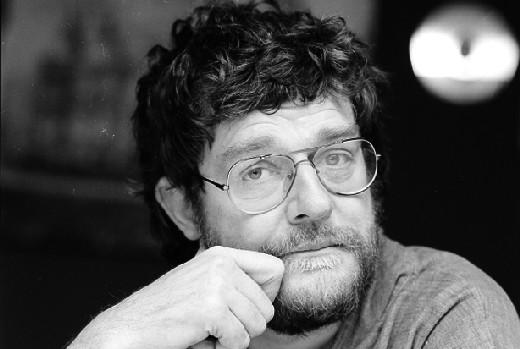
Harrie Geelen, Leespluim van de maand, januari 2007
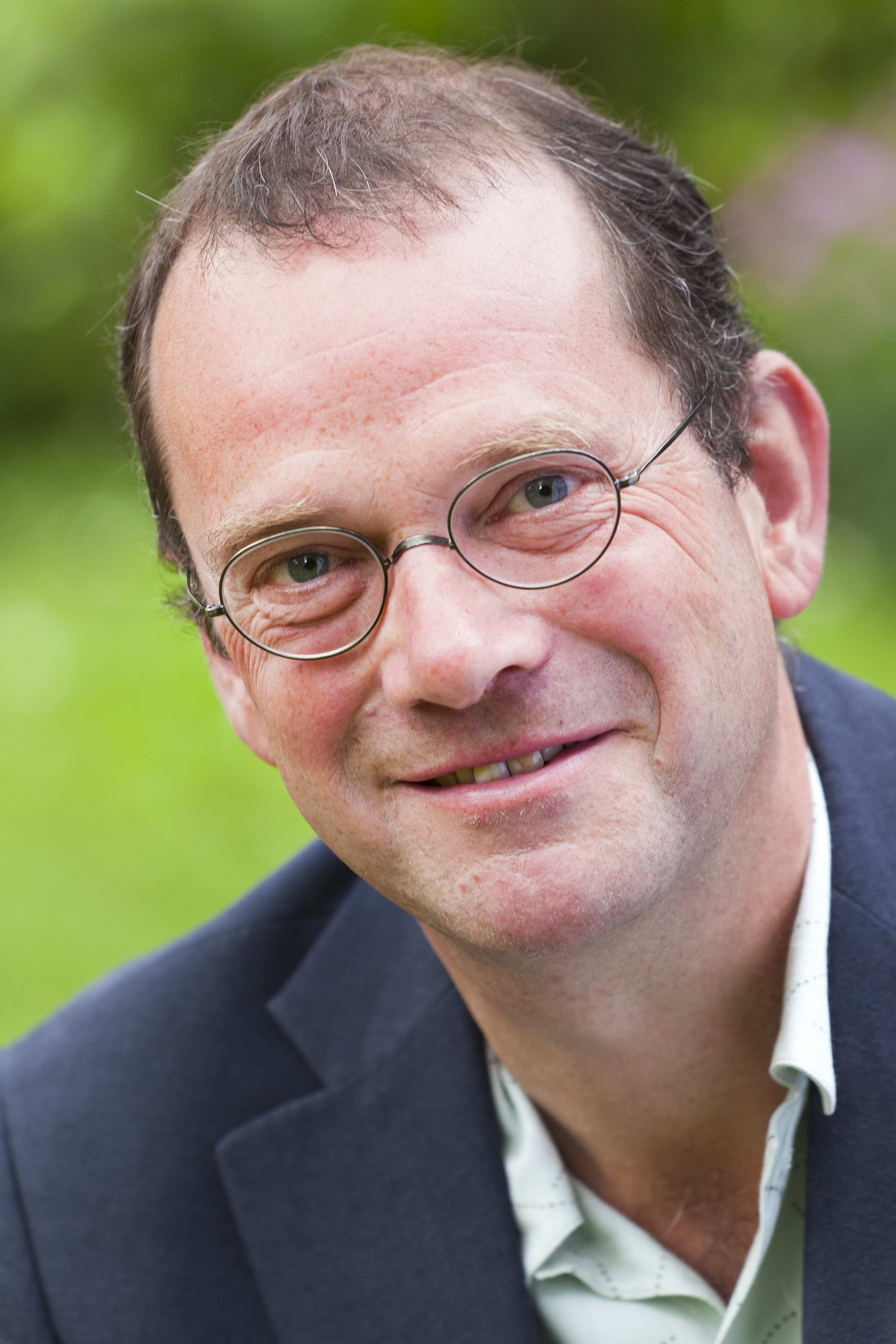
Rindert Kromhout, Leespluim van de maand, juni 2007
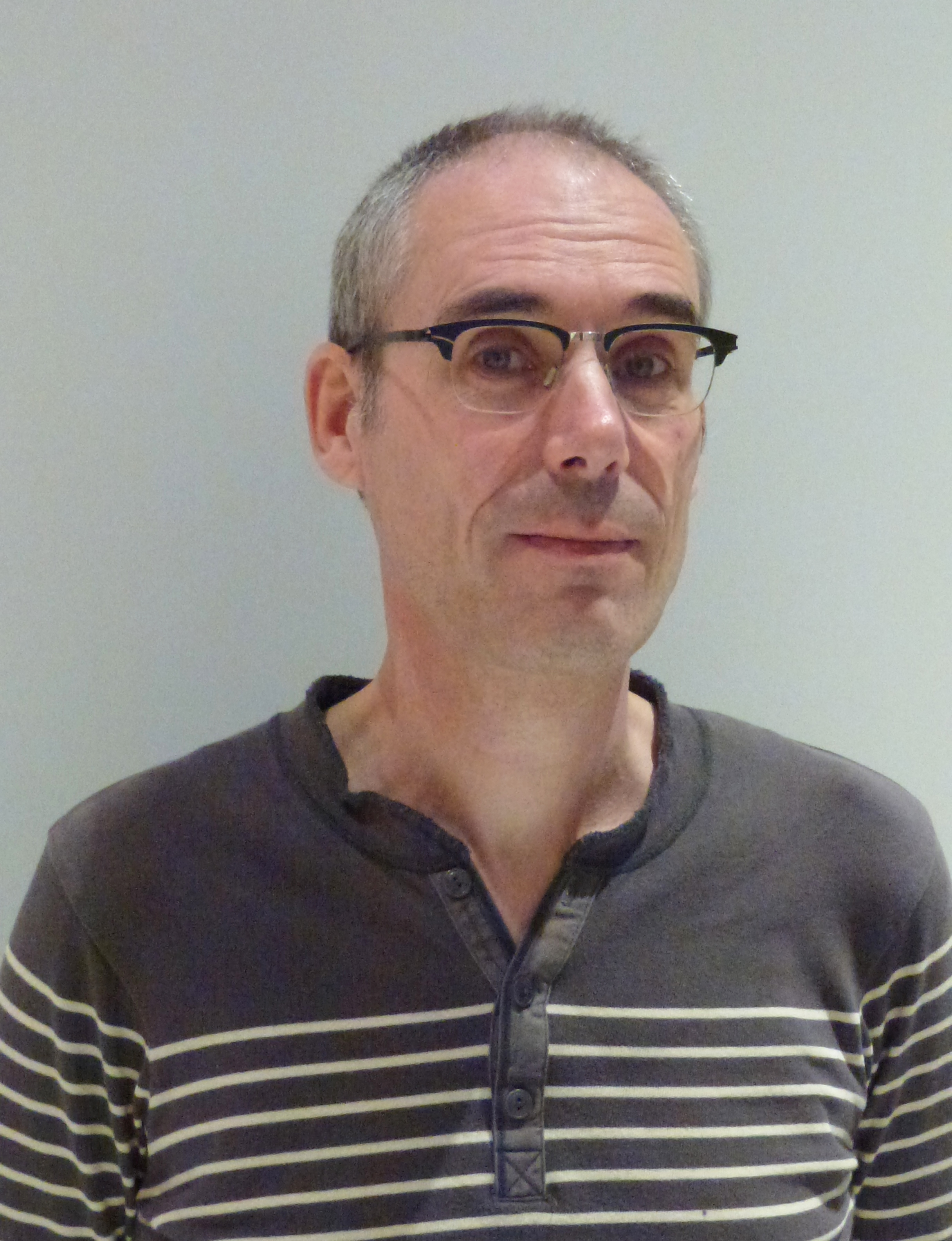
Wouter van Reek, Leespluim van de maand, januari 2008
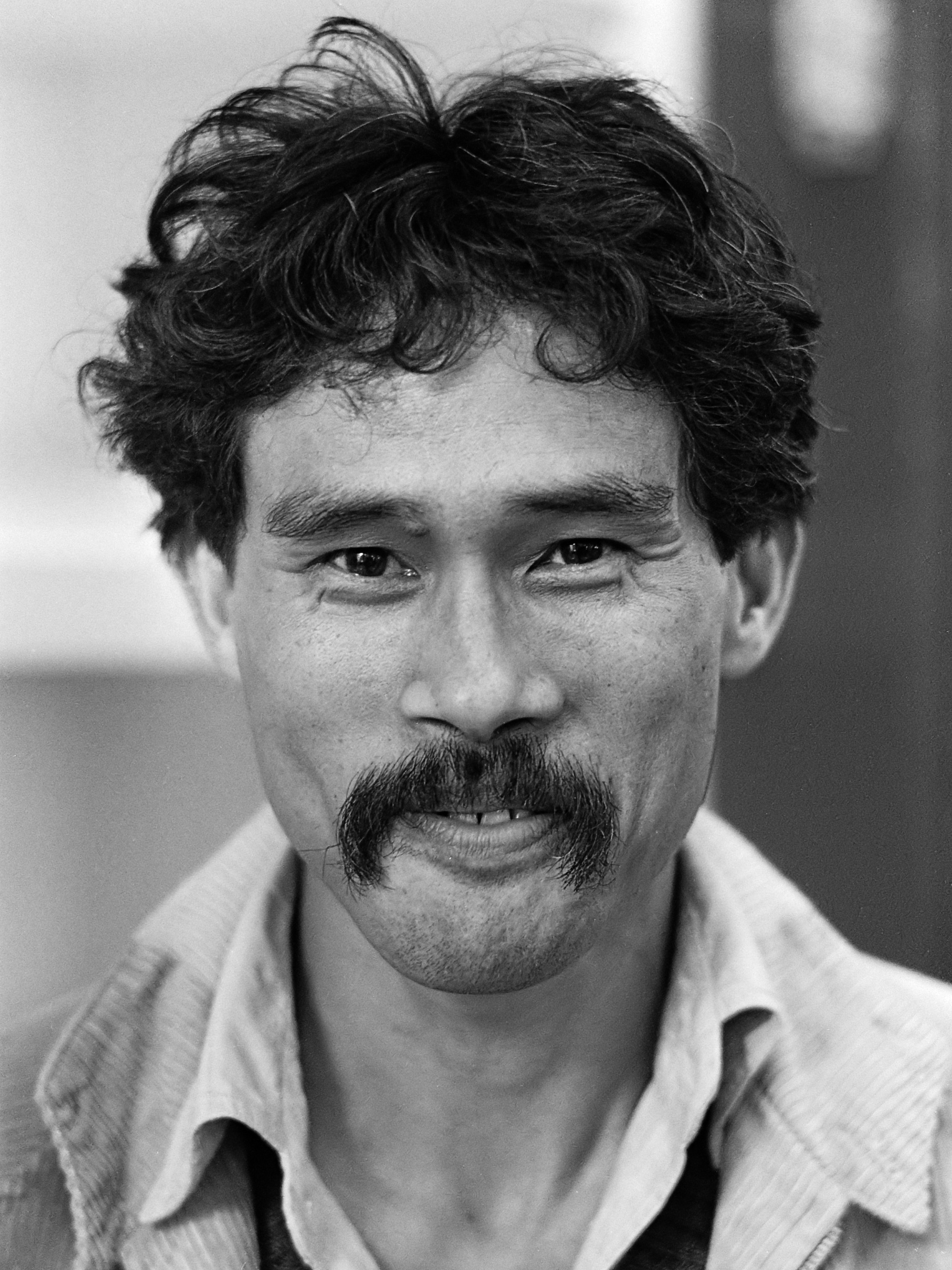
Thé Tjong-Khing, Leespluim van de maand, februari 2008

## Leespluim van de maand

### Leespluim van de maand (2006)
- Juliette de Wit - Waar gaat Ollie naartoe?, mei 2006
- Eric Carle - Rupsje Nooitgenoeg (voelboek met braille), juni 2006
- Rotraut Susanne Berner - Zonnige zomer. Kijk- en zoekboek, juli 2006
- Dick Bruna - Vogel Piet, augustus 2006
- Mathilde Stein en Mies van Hout - Bang mannetje, september 2006
- Marjet Huiberts & Philip Hopman - Ridder Florian, oktober 2006
- Karin Somers - De mantel van Sinterklaas, november 2006
- Elle van Lieshout & Erik van Os - Het grote prentenboekenliedjesboek, december 2006

### Leespluim van de maand (2007)
- Imme Dros en Harrie Geelen - Pareltjespap is pap voor prinsessen, januari 2007
- Lida Dijkstra en Marije Tolman - Schattig, februari 2007
- Mylo Freeman - Prinses Arabella is jarig, maart 2007
- Nicola Smee - Klipperdeklop, april 2007
- Marian De Smet & Marja Meijer - Broertje te koop, mei 2007
- Rindert Kromhout & Annemarie van Haeringen - Kleine Ezel en het boebeest, juni 2007
- Fiona Rempt & Noëlle Smit - Supervrienden, juli 2007
- Sean Taylor & Nick Sharratt - Als er een monster is geboren (vertaling Paul Biegel), augustus 2007
- Ole Könnecke - Anton kan toveren, september 2007
- Michelle Knudsen - Niet brullen in de bieb!, oktober 2007
- Sylvia Vanden Heede - Een buur voor Vos en Haas, november 2007
- Audrey Poussier - Mijn trui, december 2007

### Leespluim van de maand (2008)
- Wouter van Reek - Keepvogel: De Kijktoren, januari 2008
- Thé Tjong-Khing - De sprookjesverteller, februari 2008
- Ian Falconer - Olivia (Gouden Boekje), maart 2008
- Lida Dijkstra - Eén muisje kan geen optocht zijn, april 2008
- Annette Fienieg - Een speurtocht door het jaar, mei 2008
- David LaRochelle - Ik wil een hond, juni 2008
- Imme Dros - Pissebed Fred, juli 2008
- M. Rinck - Ik voel een voet, augustus 2008
- Miep Diekmann - Ik zie je wel, ik hoor je wel (ill. Thé Tjong-Khing), september 2008
- Nannie Kuiper - Soms zie ik 1000 lichtjes (ill. Philip Hopman), september 2008
- Elle van Lieshout - Schatje en Scheetje (ill. Mies van Hout), oktober 2008
- Chih-Yuan Chen - Kiekeboe, november 2008
- Loek Koopmans - Het boompje, december 2008

### Leespluim van de maand (2009)
- Tjibbe Veldkamp - Agent en Boef (ill. Kees de Boer), januari 2009
- Ted van Lieshout - Spin op sokken (ill. Sieb Posthuma), februari 2009
- Layn Marlow - Schiet op, niet zo snel!, maart 2009
- Anu Stohner & Henrike Wilson- Welterusten sterren, april 2009
- Annemiek Neefjes - Een ballon voor opa (ill. Alice Hoogstad), mei 2009
- Annette LeBlanc Cate - Konijn uit de hoed, juni 2009
- Kathrin Schärer - Stadsmuis en Veldmuis, juli 2009
- Guido van Genechten - Wie?, augustus 2009
- Jaak Dreesen & Soetkine Aps - Telfeest, september 2009
- Quentin Gréban - Zazoe is verliefd, oktober 2009
- Paul Biegel & Sanne te Loo (ill) - De kleren van Sinterklaas, november 2009
- Jan Smeekens (samensteller) - Wie knipt de tenen van de reus? (ill. Ingrid Godon), december 2009

### Leespluim van de maand (2010)
- Steve Smallman - Grommige Gruf (ill. Cee Biscoe), januari 2010
- Barbara Joosse - Grrauw! (ill. Jan Jutte), februari 2010
- Yvonne Jagtenberg - Balotje en het tasje van oma, maart 2010
- Marlous van Mourik (samensteller) Kleertjes uit, pyjamaatjes aan, april 2010
- Wilma Degeling - Aan tafel! (ill. Veronica Nahmias), mei 2010
- Tjibbe Veldkamp - Temmer Tom (ill. Philip Hopman), juni 2010
- Julia Donaldson - Wat het lieveheersbeestje hoorde (ill. Lydia Monks), juli 2010
- Mies van Hout - Daar buiten loopt een schaap, augustus 2010
- Marjet Huiberts en Sieb Posthuma - Aadje Piraatje, september 2010
- Ingrid en Dieter Schubert - De paraplu, oktober 2010
- Imme Dros - Het boeboek, november 2010
- Anna Kemp - Honden doen niet aan ballet, december 2010

### Leespluim van de maand (2011)
- Chris Wormell - Een bos vol enge wilde beesten, januari 2011
- Alice Hoogstad en Hans Kuyper - Vriendjes boos en blij, februari 2011
- Lida Dijkstra en Noëlle Smit - Welkom op de dierderij, maart 2011
- Catharina Valckx - Poten omhoog!, april 2011
- Bonny Becker - Bezoek voor Beer (ill. Kady MacDonald Denton), mei 2011
- Kitty Crowther - En?, juni 2011
- Jort van der Jagt en Lisa Boersen - Kwijt weg foetsie, juli 2011
- Marion de Man en Jonathan van het Reve - Hoe Paul (per ongeluk) de poot van Piet brak, augustus 2011
- Milja Praagman - Nog 100 nachtjes slapen, september 2011[1]
- Truusje Vrooland-Löb - Hop, hop, paardje (ill. Ceseli Josephus Jitta), oktober 2011
- Rindert Kromhout & Annemarie van Haeringen - Kleine Ezel en Sinterklaas, november 2011
- Mies van Hout - Vrolijk, december 2011

## Galerij, Kiddo Leespluim

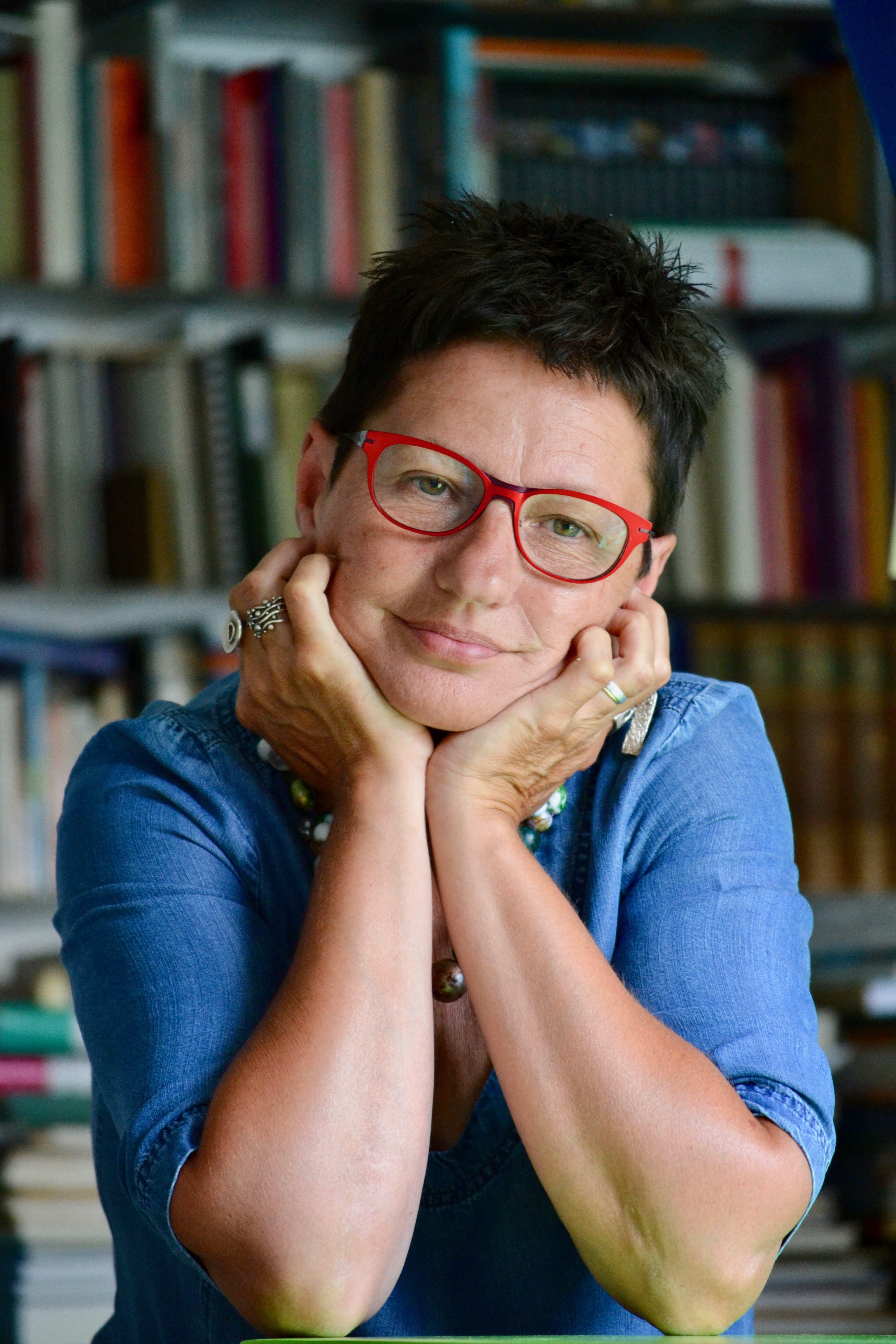
Moniek Vermeulen, Kiddo Leespluim juni 2012
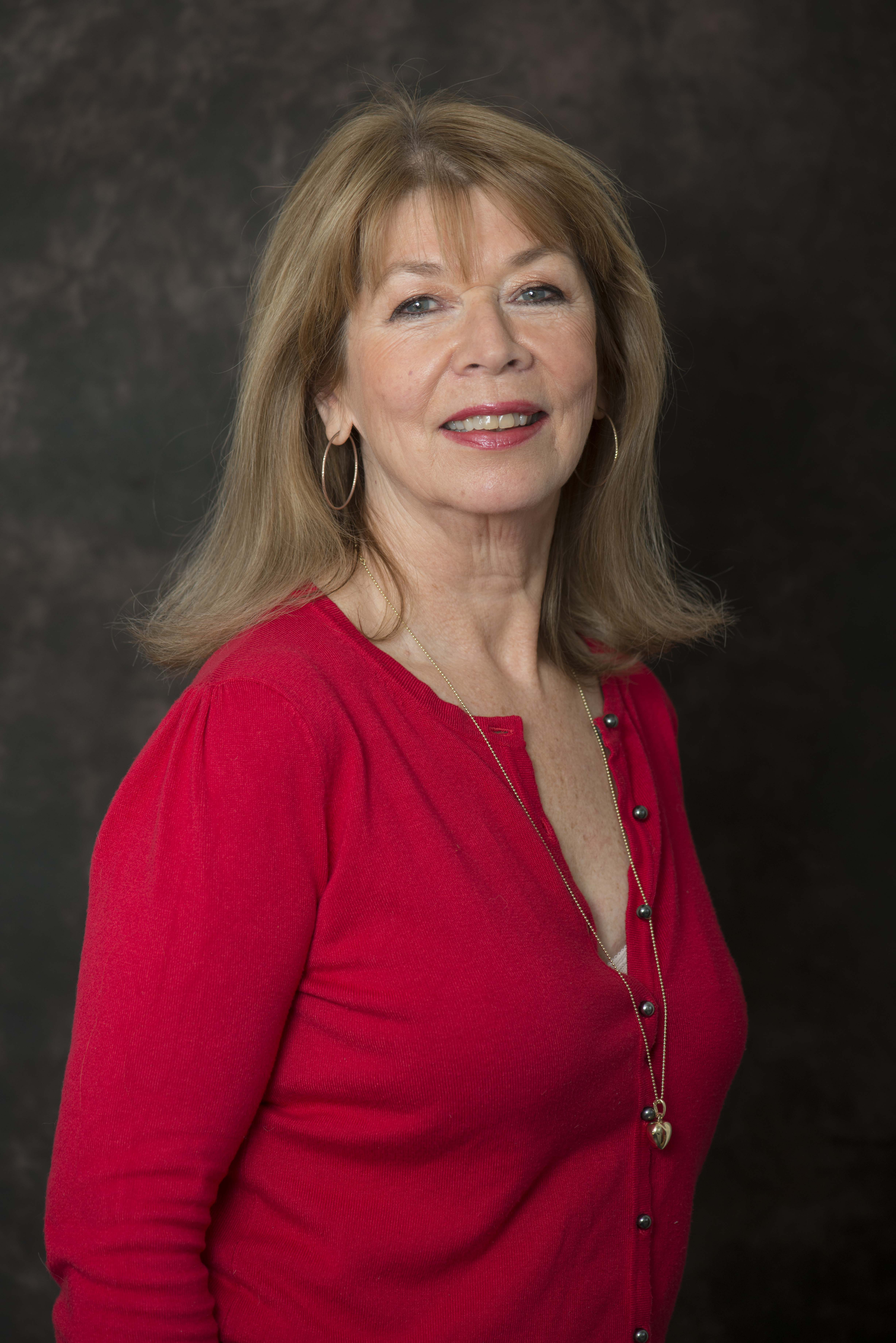
Gitte Spee, Kiddo Leespluim van de maand, november 2012
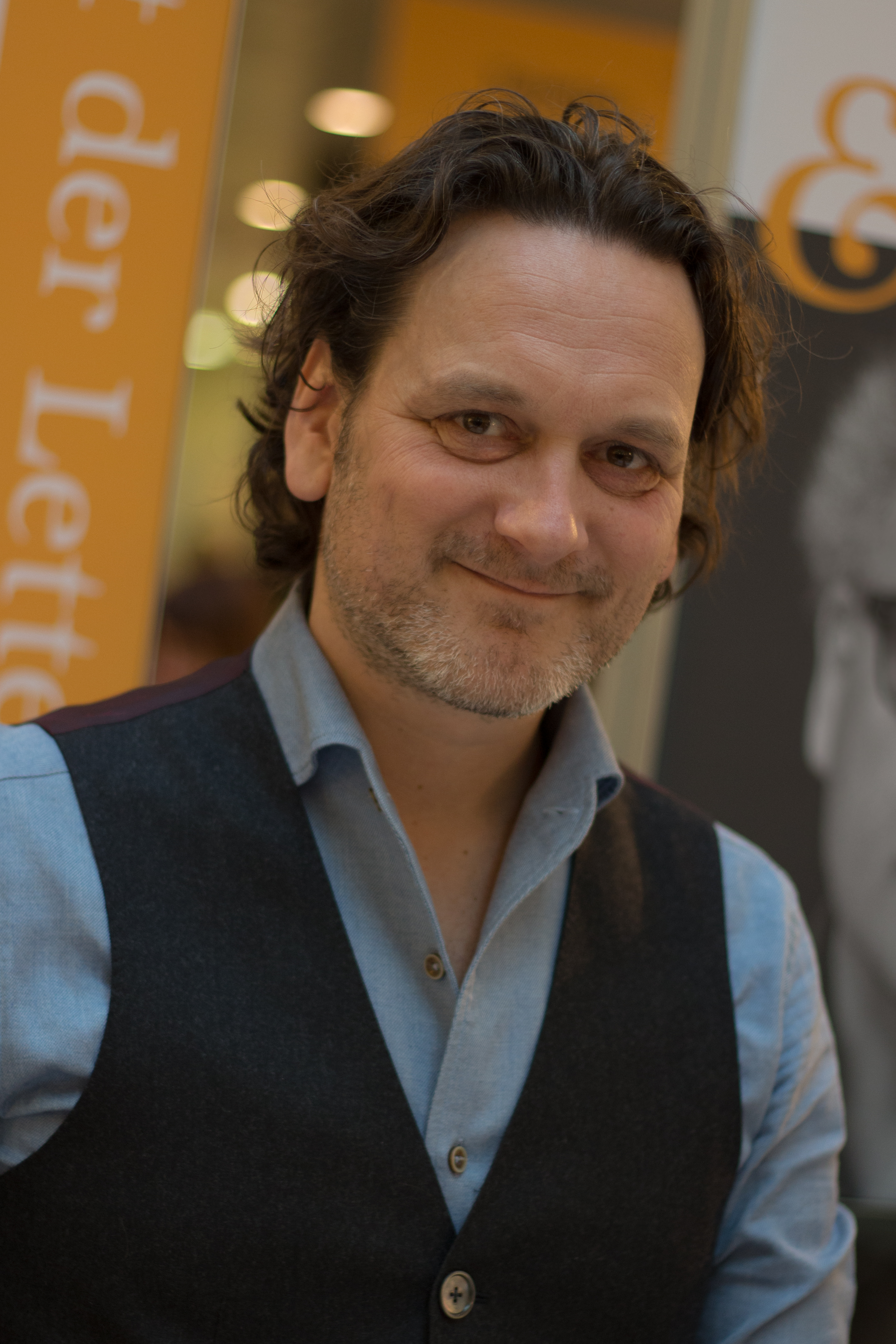
Jan Paul Schutten, Kiddo Leespluim van de maand, april 2013
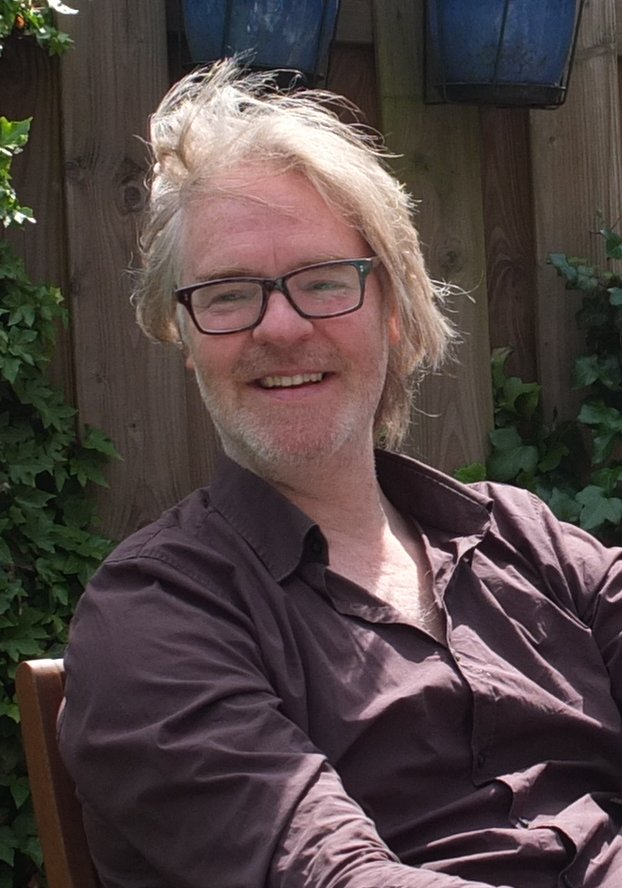
Kees de Boer, Kiddo Leespluim, februari 2014
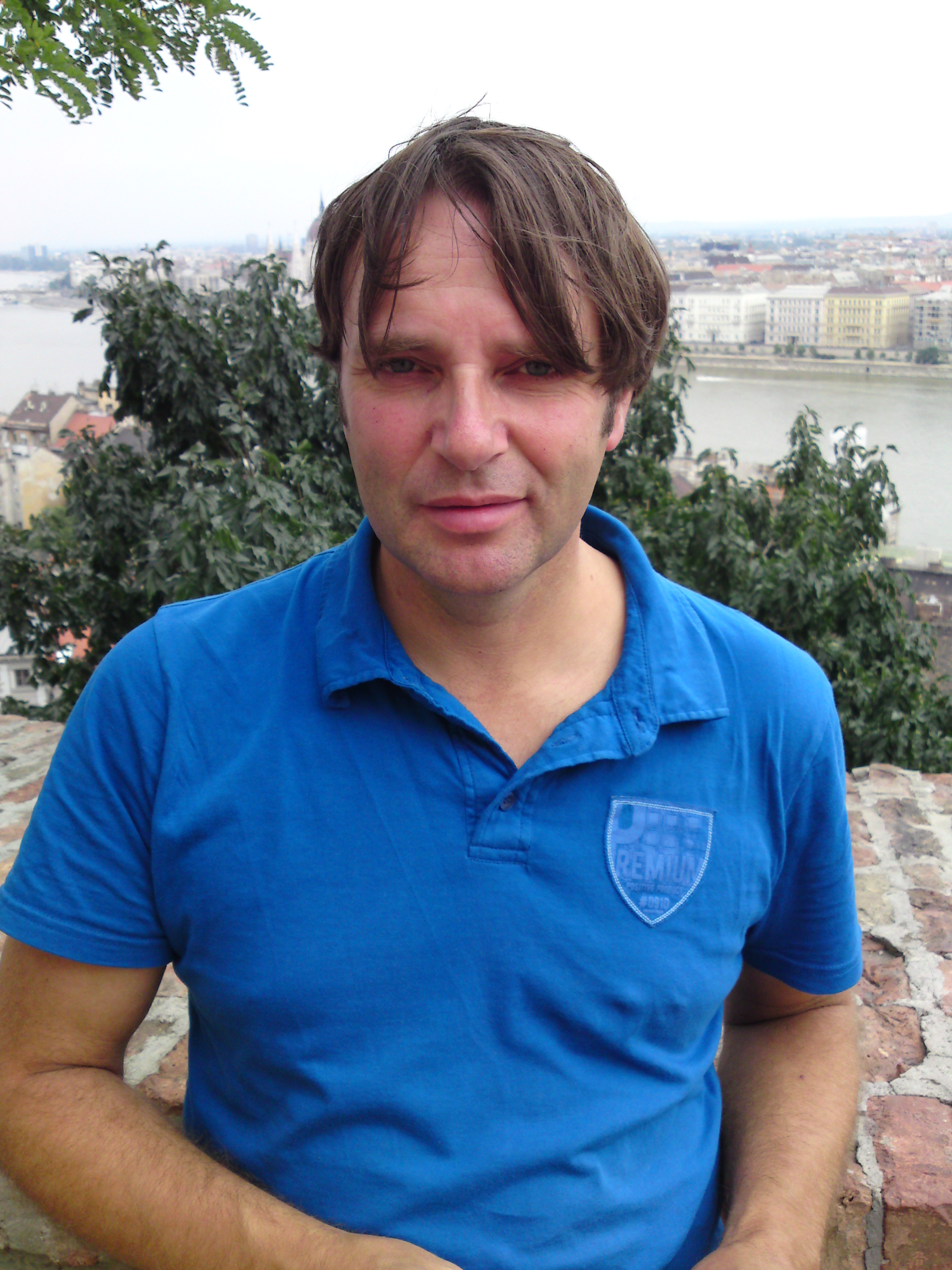
Edward van de Vendel, Kiddo Leespluim, mei 2015

## KiddoLeespluim

### Kiddo Leespluim (2012)
- Nadia Shireen - Lieve kleine Rolf, januari 2012
- Joëlle Jolivet - Rapido, februari 2012
- Emmanuela Bussolati - Tararì tararera, Verhaal in piripu-taal om te vertellen aan alle kinderen, maart 2012
- Karina Schaapman - Het Muizenhuis van Sam en Julia, april 2012
- Olliver Jeffers - Vast, mei 2012
- Frank Pollet en Moniek Vermeulen - Spinnie schittert! (ill. Nicole Montagne), juni 2012
- Mack - Vicks, juli 2012
- Anna Kemp & Sara Ogilvie - Neushoorns eten geen pannenkoeken, augustus 2012
- Rindert Kromhout/Annemarie van Haeringen - Kleine Ezel en het zwarte schaapje, september 2012
- Koos Meinderts en Annette Fienieg - Bij ons in de straat, oktober 2012
- Gitte Spee - Aap en Mol bouwen een hut, november 2012
- Hayashi Emiri - Wat is het mooi donker, december 2012

### Kiddo Leespluim (2013)
- Ingrid en Dieter Schubert - Gewoon gek, januari 2013
- Emily Gravett - Nog een keer!, februari 2013
- Koen van Biesen - Buurman leest een boek, maart 2013
- Jan Paul Schutten - Het meisje met de gouden jurk (ill. Martijn vd Linden), april 2013
- Peter Bently & Helen Oxenbury - Koning Koen en de draak, mei 2013
- Pi-pa-peuterboek, het grote voorleesboek voor peuters, juni 2013
- Marjet Huiberts - Kimmie Cowboy (ill. Noëlle Smit), juli 2013
- Jonny Duddle - Piraten in de straat, augustus 2013
- Het kleine Rijksmuseum, september 2013
- Bibi Dumon Tak - Ik wil ook (ill. Annemarie van Haeringen), oktober 2013
- Jeska Verstegen - Keteltje, prinses op les, november 2013
- Helen Docherty - Boekenliefje (ill. Thomas Docherty), december 2013

### Kiddo Leespluim (2014)
- Harmen van Straaten - Nog eentje voor het slapen gaan, januari 2014
- Tjibbe Veldkamp & Kees de Boer - Agent en Boef en de fopmoppen, februari 2014
- Janna de Lathouder - Alles wat overblijft (ill. Anne Schneider), maart 2014
- Busser/Schröder - Papa Wapper redt de kinderboerderij (ill. Marius van Dokkum), april 2014
- Jan Ormerod - Broertje ruilen (ill. Andrwe Joyner), mei 2014
- Xavier Deneux - Van licht en donker (tegenstellingen), juni 2014
- Leo Timmers - Wij samen op stap, juli 2014
- Gemma Merino - De krokodil die niet van water hield, augustus 2014
- Komako Sakai - Als iedereen slaapt, september 2014
- Eric Barclay - Ik hoef geen bril, oktober 2014
- Bonny Becker - Een boek voor Beer (ill. Kady MacDonald Denton), november 2014
- Marieke Smithuis - Lotte & Roos. De meisjes tegen de jongens, december 2014

### Kiddo Leespluim (2015)
- Annemarie van Haeringen - Sneeuwwitje breit een monster, januari 2015
- Marion Billet - Wereldmuziek, februari 2015
- Peter Brown - Meneer Tijger wordt wild, maart 2015
- Andrea Hensgen - De grote hond (ill. Beatrice Rodriguez), april 2015
- Edward van de Vendel - Doei! (ill. Marije Tolman), mei 2015
- Martine Bijl - Er was eens een prins en die wou een prinses (ill. Noëlle Smit), juni 2015
- Michelle Robinson (schrijfster) & Jim Field - Leeuw in mijn cornflakes, juli 2015
- Mies van Hout - Poesje Mauw, augustus 2015
- Joukje Akveld - Van wie is die hoed? (ill. Thé Tjong-Khing), september 2015
- B.J.Novak - Het boek zonder tekeningen, oktober 2015
- Maranke Rinck - Memory Konijn (ill. Martijn van der Linden), november 2015
- Sean Taylor (schrijver) - Super Uil (ill. Jean Jullien), december 2015

### Kiddo Leespluim (2016)
- Anita Bijsterbosch - De zoektocht van papa Zeepaardje, januari 2016
- Quentin Blake - Vijf vriendjes, (ill. Quentin Blake), februari 2016
- Tjibbe Veldkamp - Kom uit die kraan!, (ill. Alice Hoogstad, maart 2016
- Mac Barnett -  Bas & Daan graven een gat, april 2016
- Leo Timmers - Garage Gust, mei 2016
- Bette Westera - Haasje Repje, (ill. Sylvia Weve), juni 2016
- Imme Dros en Harrie Geelen - Tijs en de eenhoorn, juli 2016
- Pépé Smit - Evert-Jan, een poepvlieg met smetvrees, augustus 2016
- Susanne Strasser - Mmm… een taart!, september 2016
- Bibi Dumon Tak - Siens hemel, oktober 2016
- Sean Taylor - Ik heet geen Scheetebeetje! (ill. Kate Hindkey), november 2016
- Xavier Deneux -  De drie biggetjes, december 2016

### Kiddo Leespluim (2017)
- Erik van Os & Elle van Lieshout - Niets liever dan jij (ill. Marije Tolman), januari 2017
- Annemarie van Haeringen - Eén monster teveel (ill. Annemarie van Haeringen), februari 2017
- Giuliano Ferri - Steen voor steen, maart 2017
- Rachel Bright en Jim Field - De leeuw in de muis, april 2017
- Job, Joris en Marieke - Wie doet dat toch?, mei 2017
- David Barrow - Heb jij misschien Olifant gezien?, juni 2017
- Sanne te Loo - Dit is voor jou, juli 2017
- Susanne Strasser - Ha...een wipwap!, augustus 2017
- Dick Bruna - Wat beweegt daar, nijntje?, september 2017
- Tracey Corderoy & Tim Warnes - Nu!, oktober 2017
- Jozua Douglas & Marieke Nelissen - Het monsterbonsterbulderboek, november 2017
- Tjibbe Veldkamp - Dat wordt smullen (ill. Gustav Dejert), december 2017

## Galerij, Sardes-Leespluim

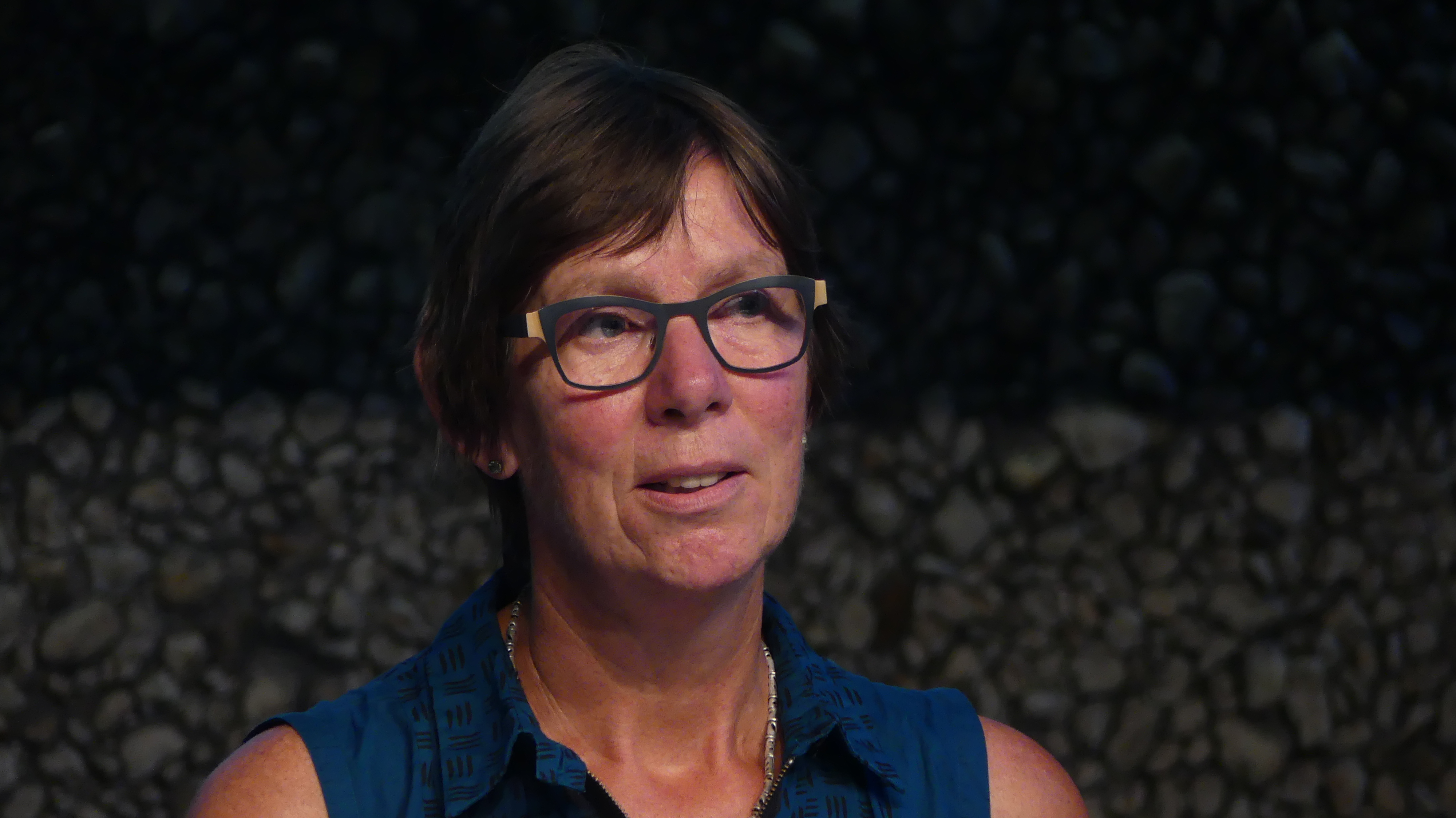
Bette Westera, Sardes-Leespluim: februari 2018
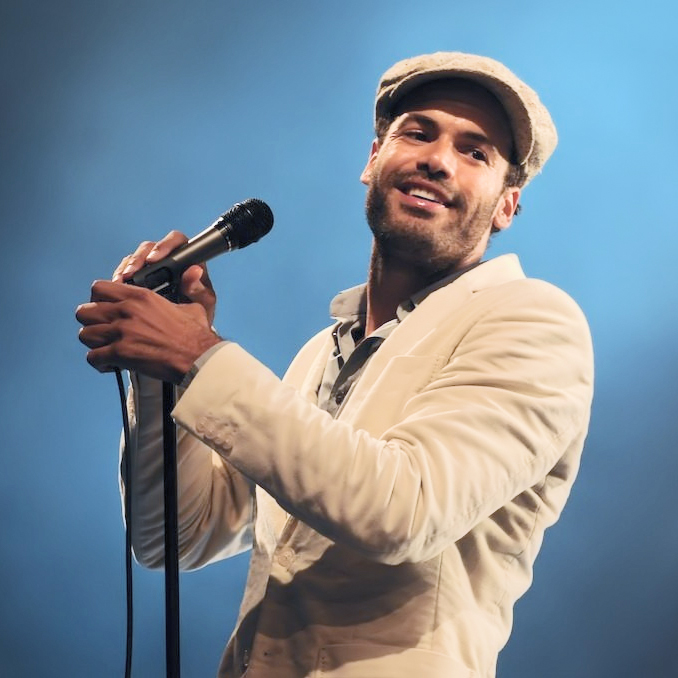
Alain Clark, Sardes-Leespluim: mei 2018
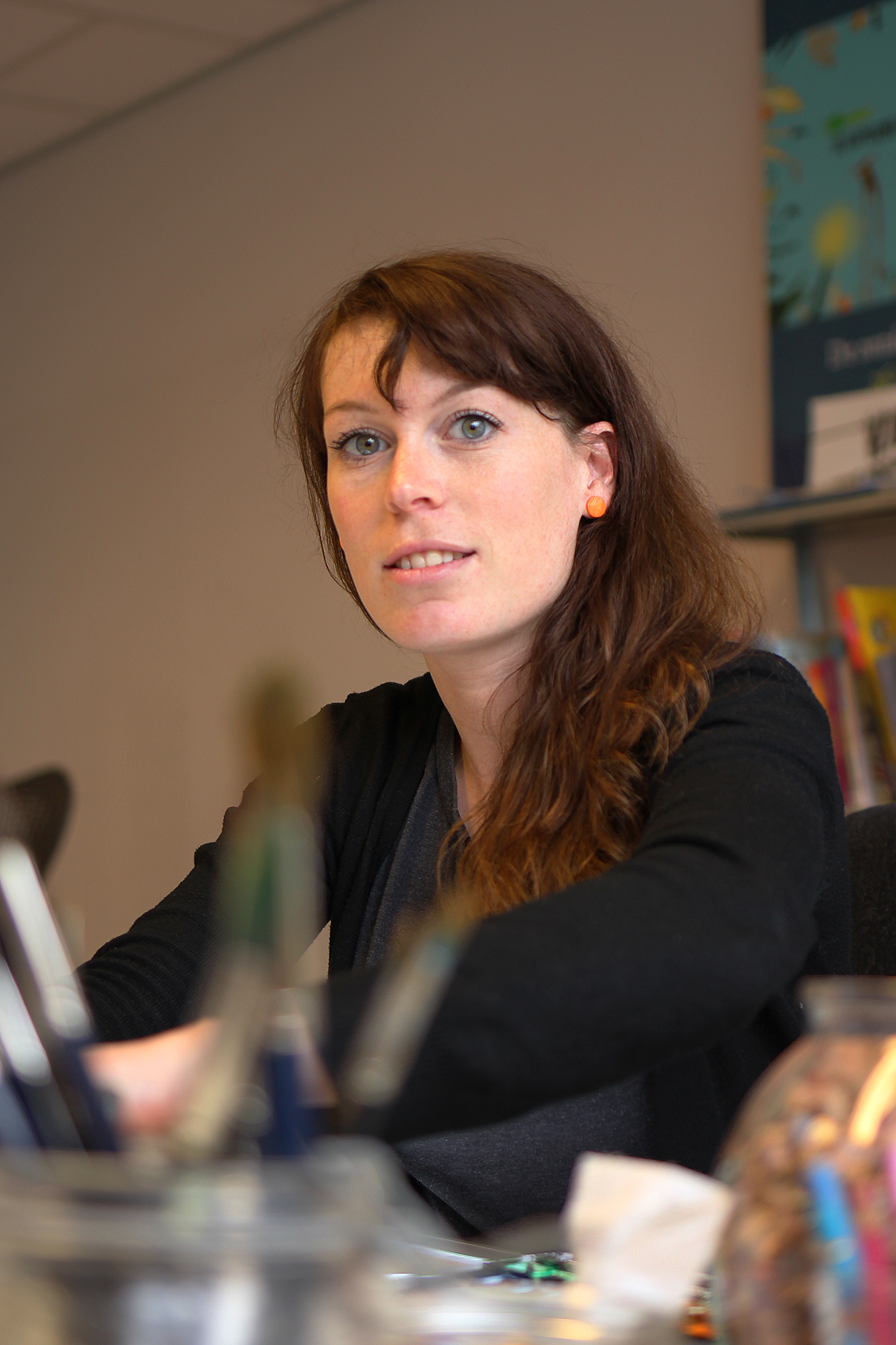
Loes Riphagen, Sardes-Leespluim: ill. mei 2018
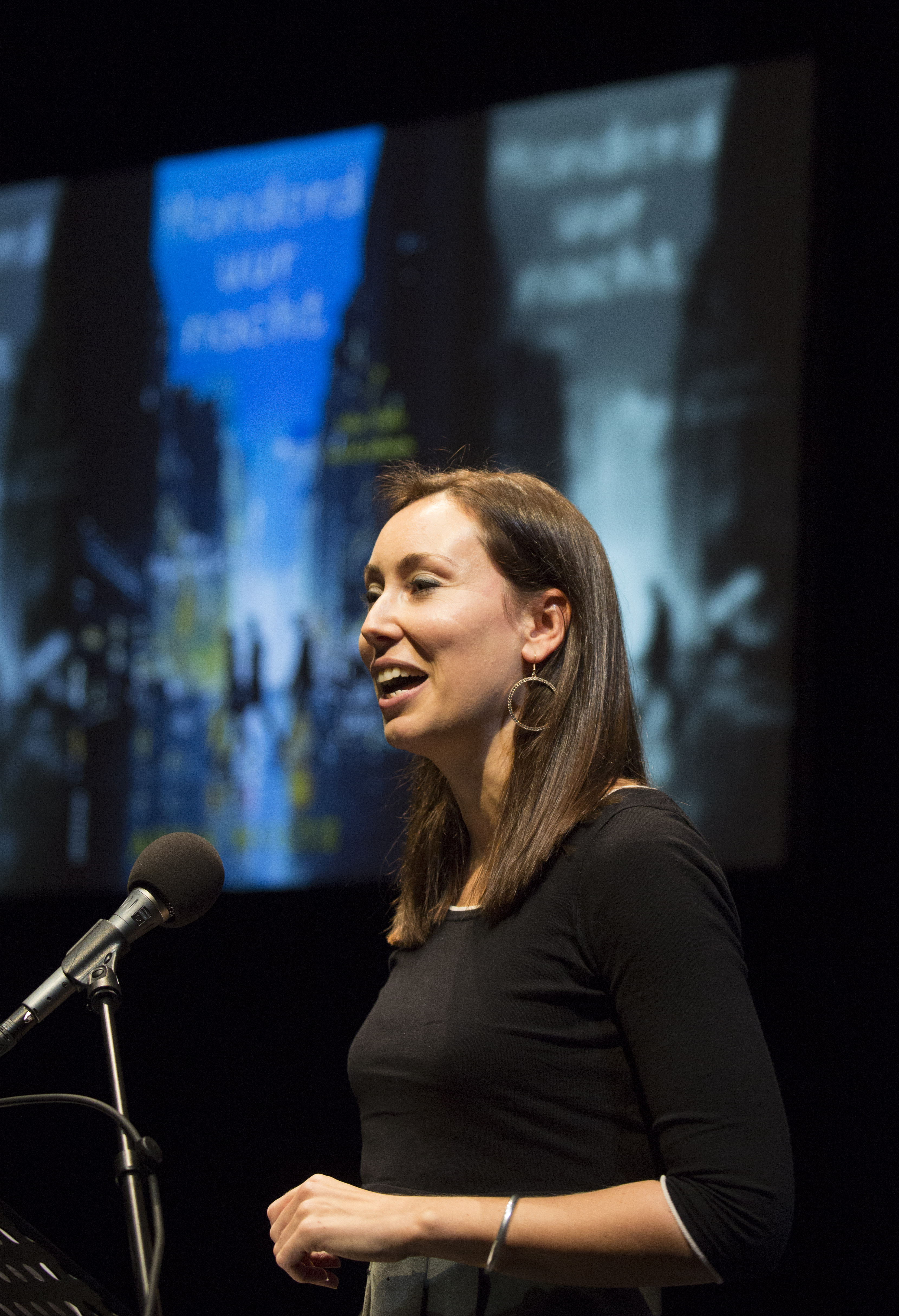
Anna Woltz, Sardes-Leespluim: januari 2020
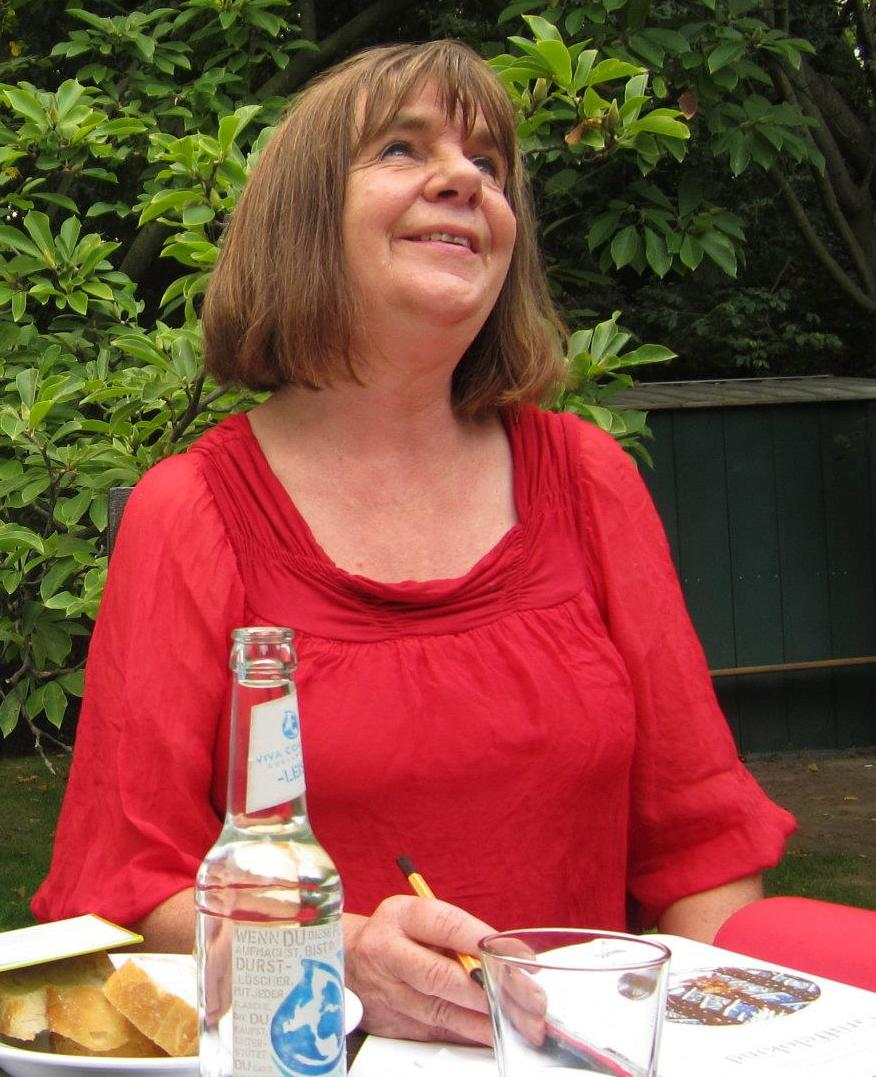
Julia Donaldson, Sardes-Leespluim: augustus 2020

## Sardes-Leespluim 2018-2021

### Sardes-Leespluim (2018)
- Linda Sarah - Het kartonnen kasteel (ill. Benji Davies), januari 2018
- Bette Westera, Koos Meinderts, Sjoerd Kuyper, Hans & Monique Hagen - Dag poes! (ill. Mies van Hout), februari 2018
- Hans-Christian Schmidt, Nederlandse tekst: M.E. Ander - Het wonder van de appel (ill. Andreas Német), maart 2018
- Tekst:n.v.t. - Zaterdag (ill. Saskia Halfmouw), april 2018
- Alain Clark - Kat en Vis (ill. Loes Riphagen), mei 2018
- Leo Timmers - Een huis voor Harry, juni 2018
- Hervé Tullet - OH! Een boek vol geluid, juli 2018
- Erik van Os - Haren vol banaan (ill. Noëlle Smit). augustus 2018
- Oliver Jeffers - Die eland is van mij, september 2018
- Galia Bernstein - Ik ben een kat!, oktober 2018
- Pieter Feller  - Krabbel en Nies en de grote kattengriezel (ill. Marieke Nelissen), november 2018
- Ted van Lieshout - Kerstmis met Boer Boris (ill. Philip Hopman), december 2018

### Sardes-Leespluim (2019)
- Catharina Valckx - Drop het stoute eendje, januari 2019
- Hadi Mohammadi, Nooshin Safakhoo - Het meisje en haar zeven paarden, februari 2019
- Benji Davis - De Grotteling, maart 2019
- The Fan Brothers - Oceaan & Hemel, april 2019
- Jarvis (Peter), vertaling Jesse Goossens - Tropische Jopie, mei 2019
- Daan Remmerts de Vries - Vos is een boef, juni 2019
- Pauline Baartmans - Thuis bij Muis, juli 2019
- Axel Scheffer, vertaling Edward van de Vendel - Flip Flap Huisdieren, augustus 2019
- Rachel Bright en Jim Field, vertaling Bette Westera - Wolfje wil naar huis, september 2019
- Marjet Huiberts & Barbara de Wolf - Een olifant in de bus, oktober 2019
- Wade Bradford - Er zit een Dinosaurus op de 13de verdieping , november 2019
- Jan Jutte - Tijger, december 2019

### Sardes-Leespluim (2020)
- Anna Woltz - Naar de wolven (ill. Ingrid en Dieter Schubert), januari 2020
- Jessica Love - Julian is een zeemeermin, februari 2020
- Giovanna Zoboli - Overdag is hij een krokodil (ill. M. de Giorgio), maart 2020
- Kelly Canby - Er zit een gat in de weg, april 2020
- Jörg Mühle - Eén voor jou, twee voor mij, mei 2020
- Kate Read - Eén vos, juni 2020
- Tjibbe Veldkamp - De fantastische vliegwedstrijd (Ill. Sebastiaan Van Doninck), juli 2020
- en:Julia Donaldson - Vogel Vliegop (Ill. Catherina Rayner), augustus 2020
- John Hare - Reis naar de maan, september 2020
- Charlotte Dematons - Alfabet, oktober 2020
- Sjoerd Kuyper - Maantje (ill. Alice Hoogstad), november 2020
- Chris Naylor-Ballesteros - De koffer, december 2020

### Sardes-Leespluim (2021)
- Mies van Hout - Was ik maar..., januari 2021
- Lu Fraser, Nederlandse tekst: Bette Westera - Ukkie (ill. Kate Hindley), februari 2021
- Lizzie Finlay - De woeste zoete wolf, maart 2021
- Petr Horáček, Nederlandse tekst: Jesse Goossens - De fijnste plek van de wereld, april 2021
- Lisa Boersen en Hasna Elbaamrani - Duizend-en-één-djellaba's (ill. Annelies Vandenbosch), mei 2021
- Loes Riphagen - Kom mee Kees, juni 2021
- Paul Biegel - Pak 'm bij zijn staart! (ill. Jeska Verstegen), juli 2021
- Steve Small, Nederlandse tekst: Joukje Akveld - De eend die niet van water hield, augustus 2021
- Vern Kousky, Nederlandse tekst: Tjibbe Veldkamp - Melvin wil zijn muts terug, september 2021
- Emily Gravett, Nederlandse tekst: Jesse Goossens - Abel en Ad, oktober 2021
- Marjoke Henrichs - NEE! zei Konijn, november 2021
- Peter Bently - Onze octopus (ill. Steven Lenton), december 2021

## Galerij 2, Sardes-Leespluim

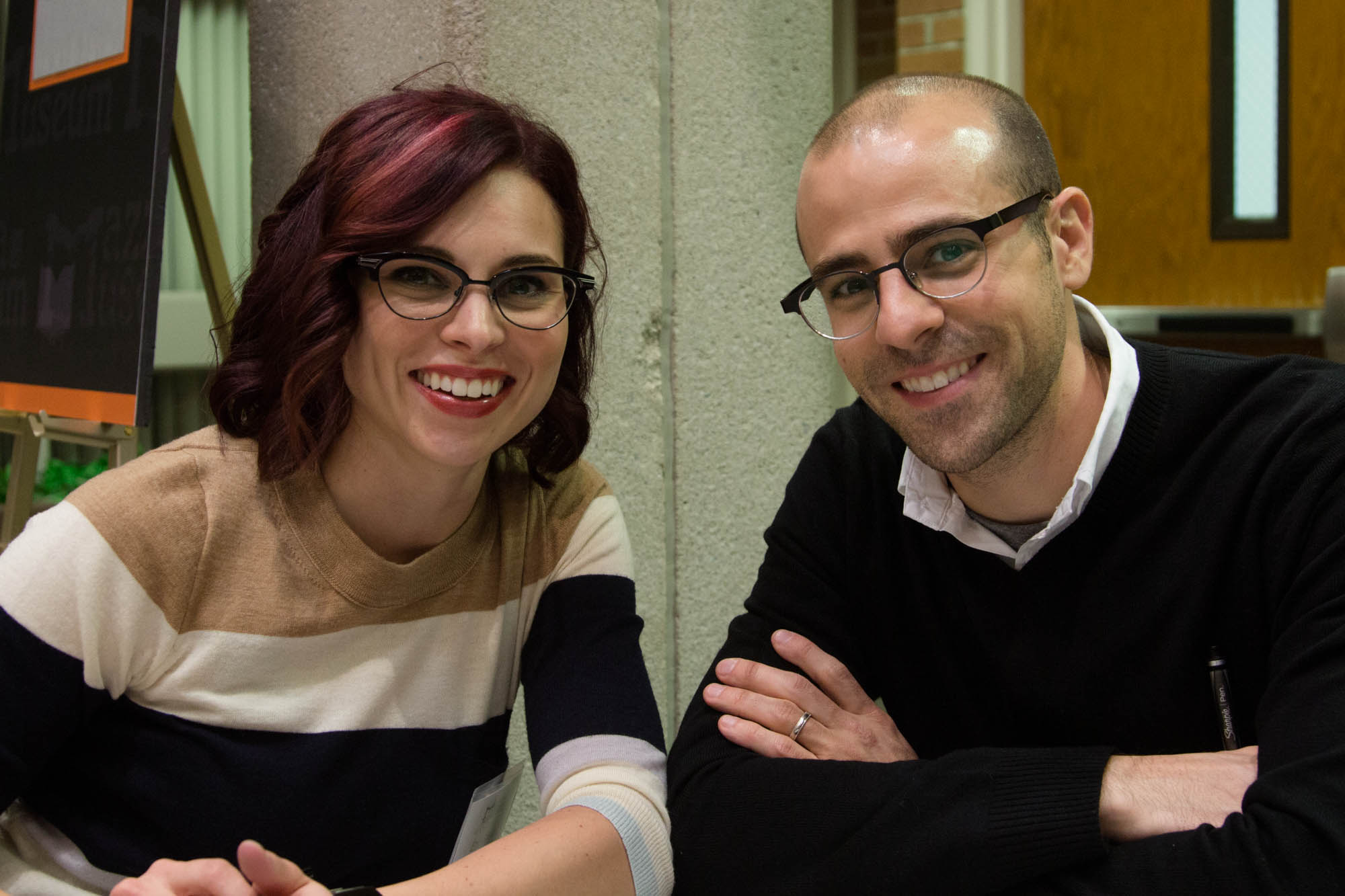
Erin en Philip Stead. Sardes-Leespluim: april 2022
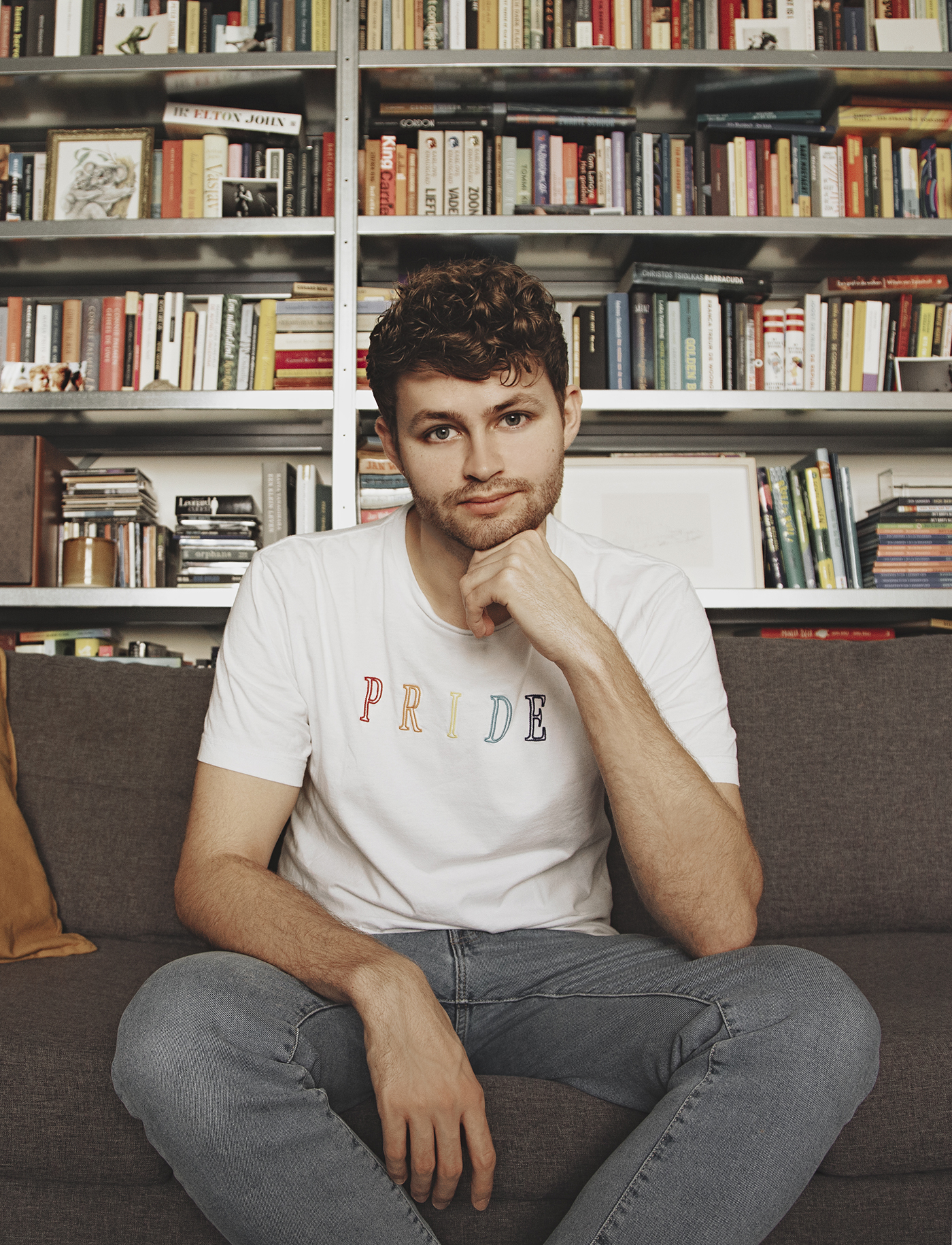
Pim Lammers. Sardes Leespluim: januari 2023
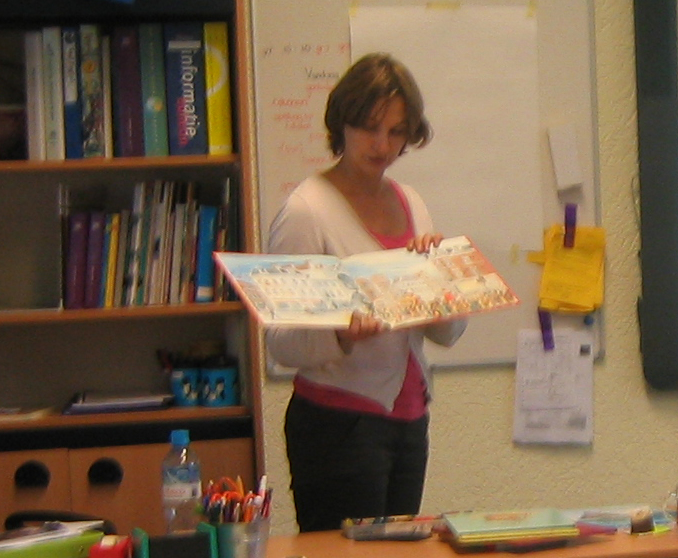
Sanne te Loo, ill. Sardes Leespluim: januari 2023
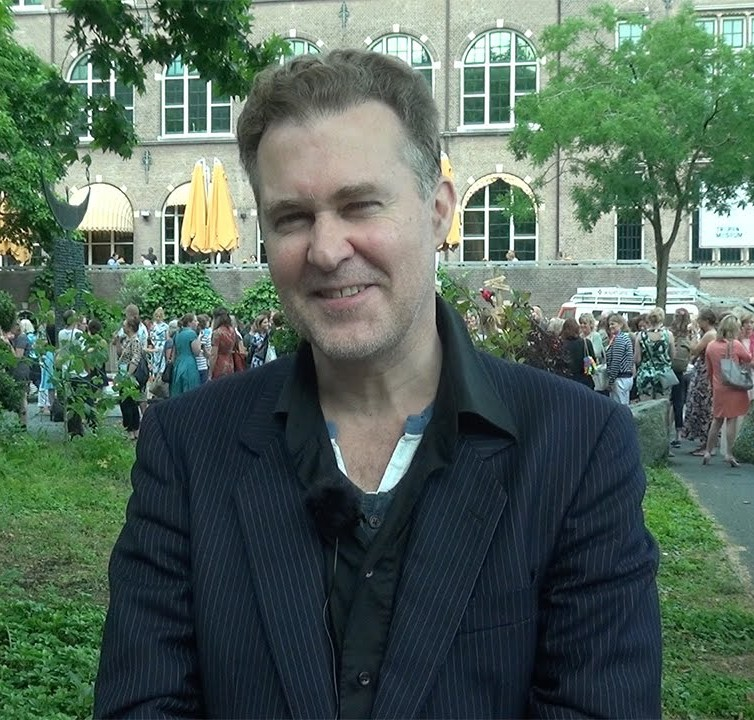
Daan Remmerts de Vries, Sardes-Leespluim: augustus 2023
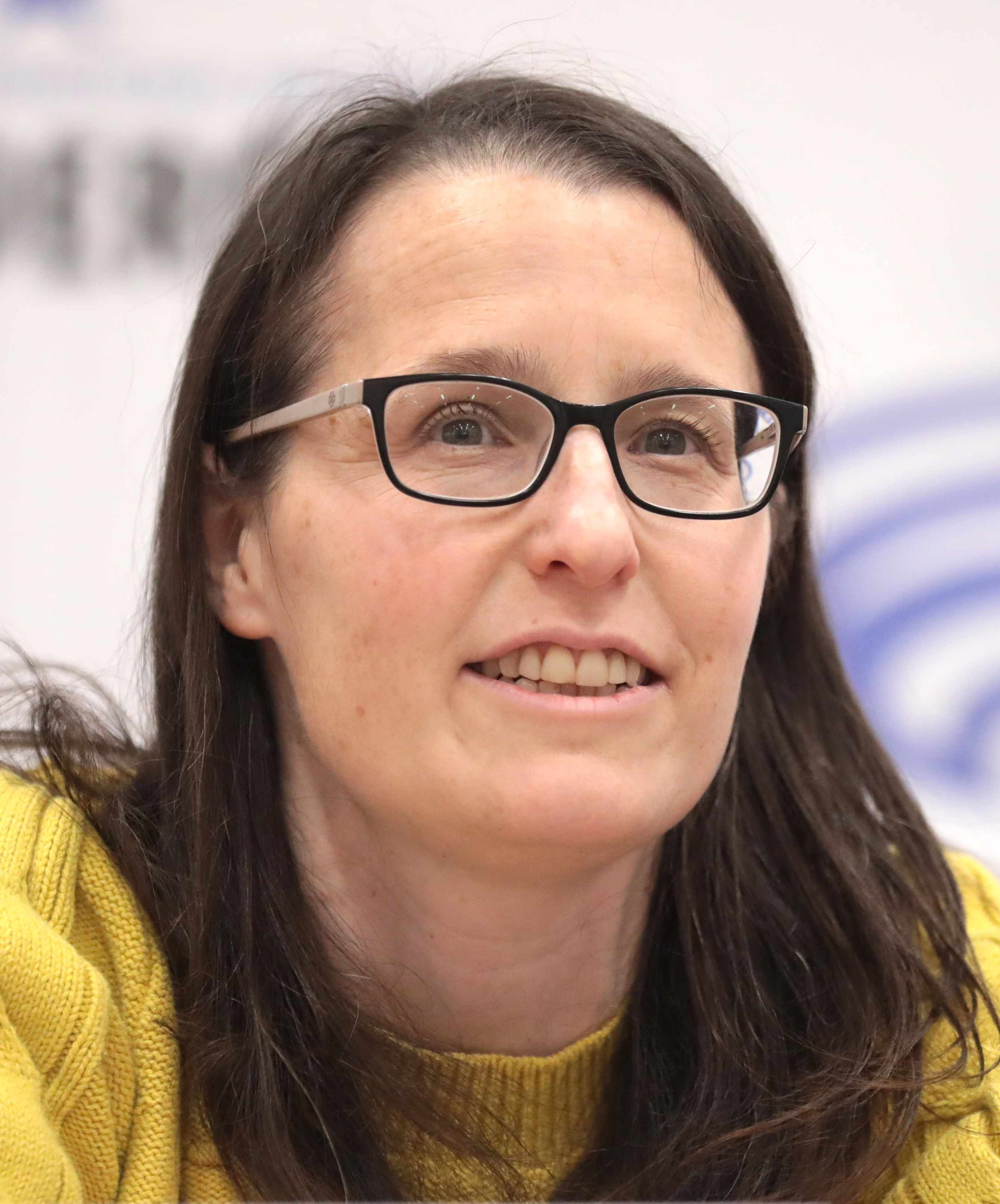
Suzanne Lang (en.wikipedia), Sardes-Leespluim: februari 2024
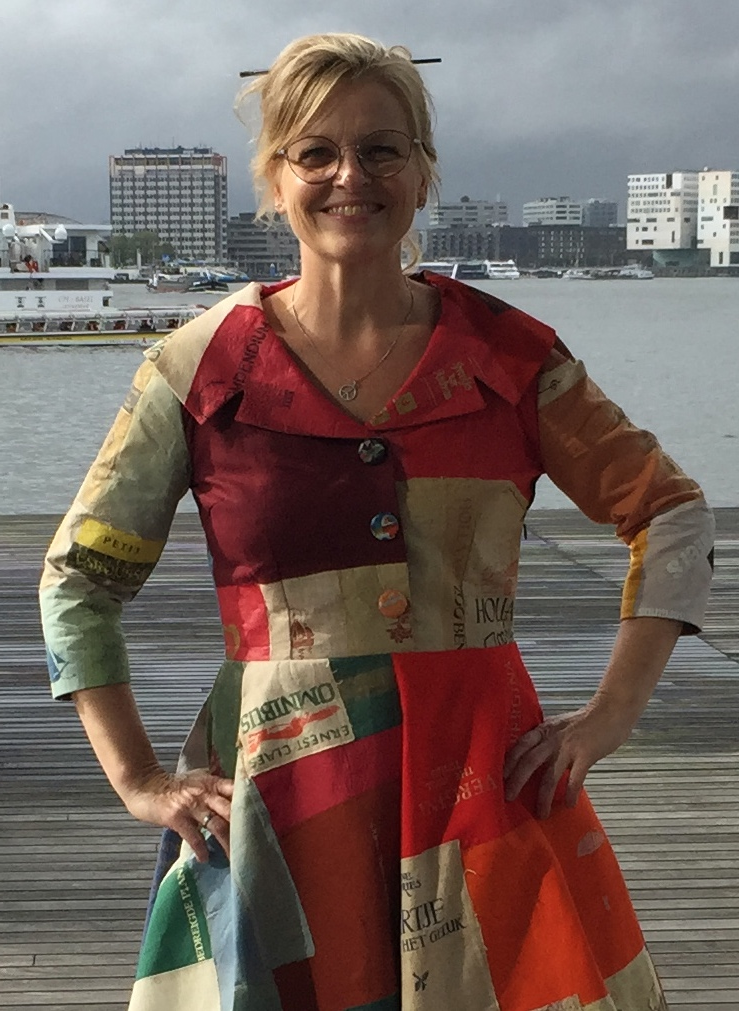
Natascha Stenvert, Sardes-Leespluim: februari 2025

## Sardes-Leespluim 2022 en verder

### Sardes-Leespluim (2022)
- Bette Westera - Ben je ziek, Teckel Tom? (ill. Noëlle Smit), januari 2022
- Leo Timmers - De lieve krokodil (ill. Leo Tmmers], februari 2022
- Bette Westera - Later als ik groot ben (ill. Mattias De Leeuw), maart 2022
- Philip C. Stead - Amos Muis blijft een dagje thuis (ill. en:Erin E. Stead), april 2022
- Carly Madden - Wat gaat mama doen? (ill. Juliana Perdomo), mei 2022
- Maayken Koolen - Morgen gaan we verhuizen, juni 2022
- Caspar Salmon - Het nummer één telboek (ill. Matt Hunt), juli 2022
- Pieter Gaudesaboos - Een zee van liefde, augustus 2022
- Tom Gauld - De kleine houten robot en de boomstam prinses

(vertaling Tjibbe Veldkamp), september 2022
- Miriam Bos - Help! Een verrassing!, oktober 2022
- Camilla Reid - Boe boe, daar is Koe (ill. Clare Youngs), november 2022
- The Fan Brothers, Terry, Eric & Devin Fan - Project Barnabus

(tekst en ill.: The Fan Brothers), december 2022

### Sardes-Leespluim (2024)
- Ninette Sarnes - Komt een giraf bij de dokter ( ill. Ninette Sarnes, vert. Merel de Vink), januari 2024
- en:Suzanne Lang - Mopperkont, (Ill. en:Max Lang, vert. Janneke Schotveld), februari 2024
- Mies van Hout - Ga je mij kietelen? (ill. Mies van Hout), maart 2024
- Mark Janssen - Thuis, april 2024
- Lo Cole - Doris, (ill. Lo Cole, Nederlandse tekst: Mariella Manfré) mei 2024
- Leo Timmers - De bril van Bee, (ill. Leo Timmers) juni 2024
- Sara Gimbergsson - Hidde Huilt (ill. Sara Gimbergsson, vert. Edward van de Vendel) juli 2024
- Sean Taylor, schrijver - Hoe word ik cooler dan cool (ill. Jean Jullien, vert. Nicolette Hoekmeijer) augustus 2024
- Mariesa Dulak - Een tijger in de trein (ill. Rebecca Cob, vert. Bette Westera) september 2024
- Chloe Savage - Dr. Morley’s Noordpoolexpeditie (ill. Chloe Savage, vert. Loes Randazzo) oktober 2024
- Rian Visser - Dit dier hier, 30 raadrijmpjes over dieren (ill. Iris Deppe) november 2024

### Sardes-Leespluim (2023)
- Pim Lammers - Ik mis Milo (ill. Sanne te Loo), januari 2023
- Deborah Marcero - In een potje (ill. Deborah Marcero, vertaling Edward van de Vendel), februari 2023
- Joukje Akveld - De bal (ill. Myriam Berenschot), maart 2023
- Herman van de Wijdeven - Ik blijf als het mag (ill. Françoise Beck), april 2023
- Lily Murray - Een jurk met zakken (ill. Jenny Løvlie), mei 2023
- Alain Serge Dzotap - De ondeugende pyjama (Ill. Clemence Penicaud), juni 2023
- Philip Waechter - Een dag met vrienden (ill. Philip Waechter), juli 2023
- Daan Remmerts de Vries - Vos en Vis (ill. Daan Remmerts de Vries), augustus 2023
- Paddy Donnelly - Vos & zoon (ill. Paddy Donnelly, vertaling Joukje Akveld), september 2023
- Chris Naylor-Ballesteros - Frank en Bert, (ill. Chris Naylor-Ballesteros), oktober 2023
- Susanne Roos - Vleertje Muis, (ill. Aniek Bartels), november 2023
- Loes Riphagen - Het Kabouterboek (ill. Loes Riphagen), december 2023

### Sardes-Leespluim (2025)
- Ralf Butschkow - Laat maar dicht, (tekst en ill. Ralf Butschkow) januari 2025
- Pim Lammers - Een ongelofelijk grote, ongelofelijk gevaarlijke leguaan, (ill. Natascha Stenvert) februari 2025
- Susanne Strasser - Pak de bal, (ill.Susanne Strasser , vertaling Berd Ruttenberg), maart 2025
- Miriam Bouwens - Olivia durft, (ill. Miriam Bouwens), april 2025
- Milja Praagman - OOZ, (ill. Milja Praagman), mei 2025
- Felicita Sala - Vier woorden voor jou, (ill. Felicita Sala, vertaling Bette Westera), juni 2025
- Suzanne Weterings - Joes de poes, (ill. Myriam Berenschot), juli 2025
- Aurore Petit - Groot!, (ill. Lidewij van den Berg), augustus 2025